# كاليفورنيا الجنوبية
جنوب كاليفورنيا تقع في الجزء الجنوبي من ولاية كاليفورنيا. يبلغ عدد سكان جنوب كاليفورنيا مجموع الخمسة مناطق المدنيَّة: لوس انجليس، ريفرسايد، سان بيرناردينو، سان دييغو، أوكس أوكسنارد. يبلغ عدد سكان منطقة لوس أنجلوس أكثر من 12 مليون نسمة، ومنطقة سان برناردينو ريفرسايد أكثر من 4 ملايين نسمة، ومنطقة سان دييغو أكثر من 3 ملايين نسمة. المنطقة ككل تشابه ولاية تكساس من ناحية عدد السكان، معَ أكثر من 24.2 مليون نسمة. من الغرب تقع جنوب كاليفورنيا على المحيط الهادي، والجنوب من الحدود الدوليَّة بين الولايات المتَّحدة والمكسيك، والشرق هي صحاري موهافي وكولورادو ونهر كولورادو في الحدود معَ ولاية أريزونا ونيفادا.

## المناطق الحضريَّة التأسيسية
تشمل جنوب كاليفورنيا المنطقة الحضريَّة كثيفة البناء المُمتَّدة على طول ساحل المحيط الهادئ من فينتورا عبر لوس أنجلوس الكبرى نزولاً إلى سان دييغو الكبرى، والداخلة إلى كاليفورنيا إينلاند إمباير ووادي كواتشيلا (منطقة بالم سبرينغز).
وتشمل ثماني مناطق حضرية (MSAs) تُشكِّل ثلاثة منها المنطقة الإحصائيَّة المجمعة في لوس أنجلوس الكبرى (CSA) التي تضم أكثر من 18 مليون شخص، وهي ثاني أكبر منطقة عاصمة بعدَ نيويورك CSA. وهذه المناطق الثلاث هي:
- منطقة لوس أنجلوس الحضرية مقاطعتا لوس أنجلوس وأورانج، بتعداد سكاني يبلغ 13.3 مليون شخص
- كاليفورنيا إينلاند إمباير (مقاطعتي ريفرسايد وسان برناردينو، بما في ذلك مُدن وادي كواتشيلا، التي يبلغ عدد سُكَّانها 4.3 مليون نسمة)،
- أوكسنارد - فينتورا الحضرية (0.8 مليون نسمة).

بِالإضافة إلى ذلك تحتوي جنوب كاليفورنيا على منطقة سان دييغو الحضرية التي يبلغ عدد سُكَّانها 3.3 مليون شخص، ومنطقة مترو بيكرسفيلد التي يبلغ عدد سُكَّانها 0.9 مليون نسمة، والمناطق الحضريَّة في سانتا باربرا وسان لويس أوبيسبو وإل سنترو (مقاطعة إمبريال) .
منطقة جنوب كاليفورنيا Megaregion أو المدن الكبرى وتمتدُّ شمال شرقًا إلى لاس فيجاس ونيفادا وجنوبًا عبر الحدود المكسيكية إلى تيخوانا.

## الأهمية

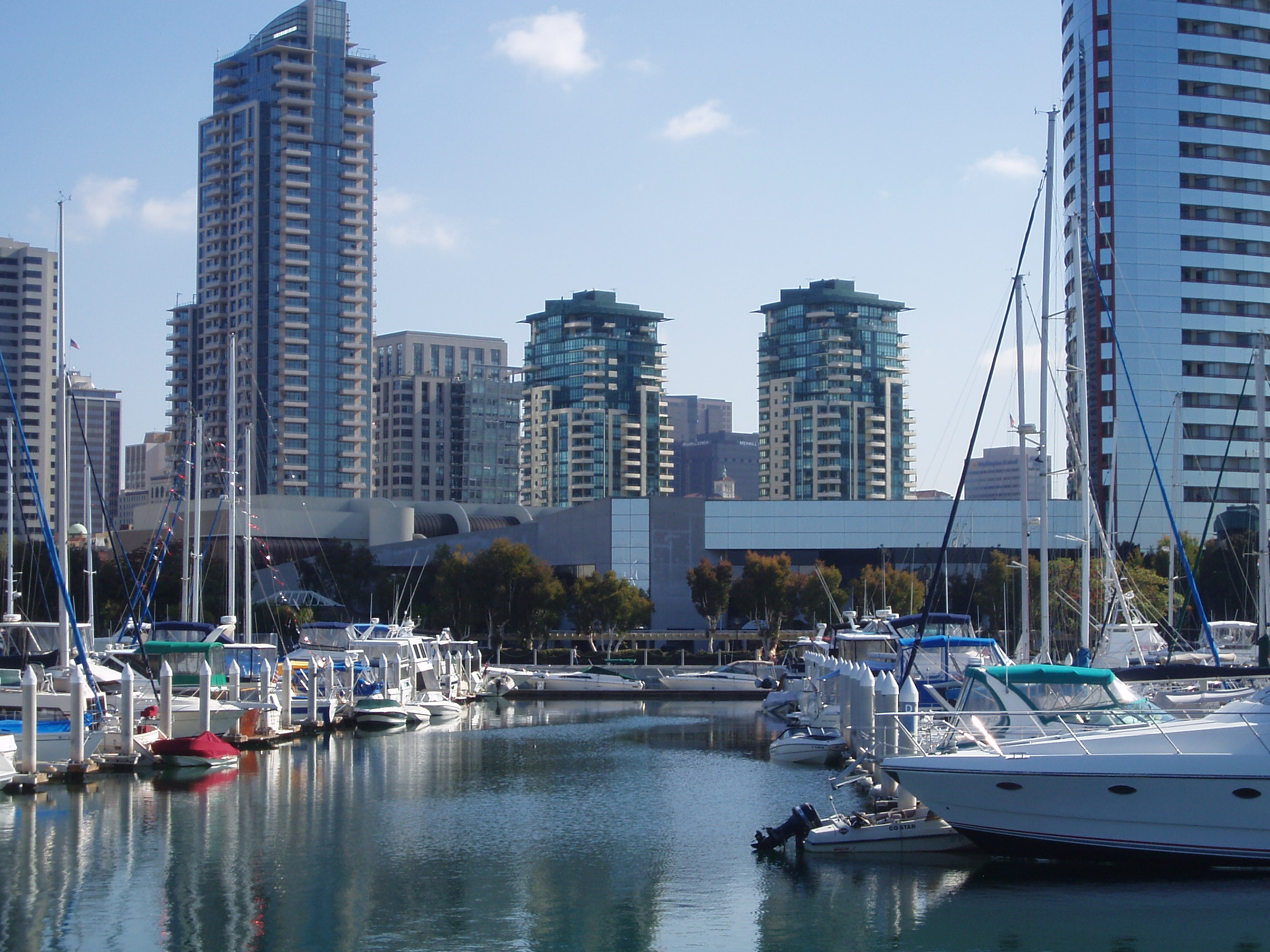
منطقة مارينا سان دييغو

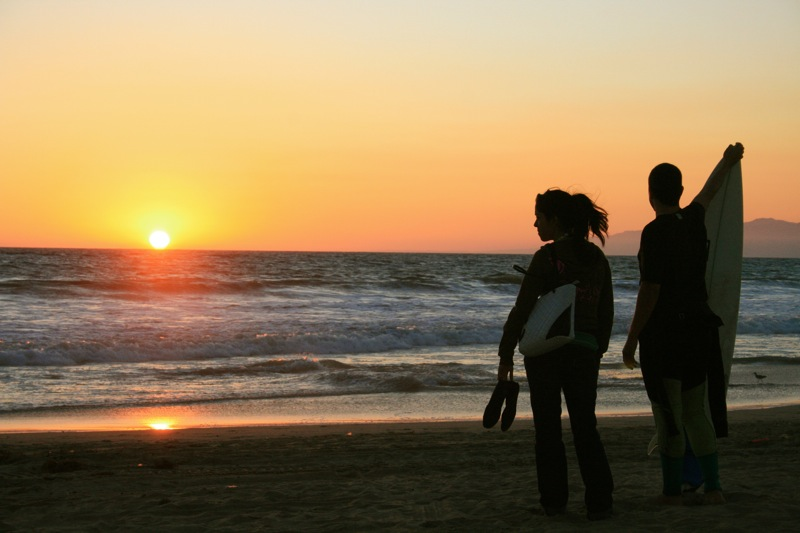
غروب الشمس في البندقية، أحد أحياء لوس أنجلوس

يوجد في جنوب كاليفورنيا مدينتان رئيسيتا لوس أنجلوس وسان دييغو بِالإضافة إلى ثلاث من أكبر المناطق الحضريَّة في البلاد. ويَبلغَ عدد سُكَّانها حوالي 4 ملايين نسمة، وتُعد لوس أنجلوس المدينة الأكثر اكتظاظًا بالسكان في كاليفورنيا وثاني أكثر المُدن اكتظاظًا بالسكان في الولايات المتحدة. وسان دييغو التي يبلغ عدد سُكَّانها حوالي 1.4 مليون نسمة، وهي ثاني أكبر مدينة من حيثُ عدد السكان في الولاية والثامنة من حيثُ عدد السكان في الولايات المتحدة.

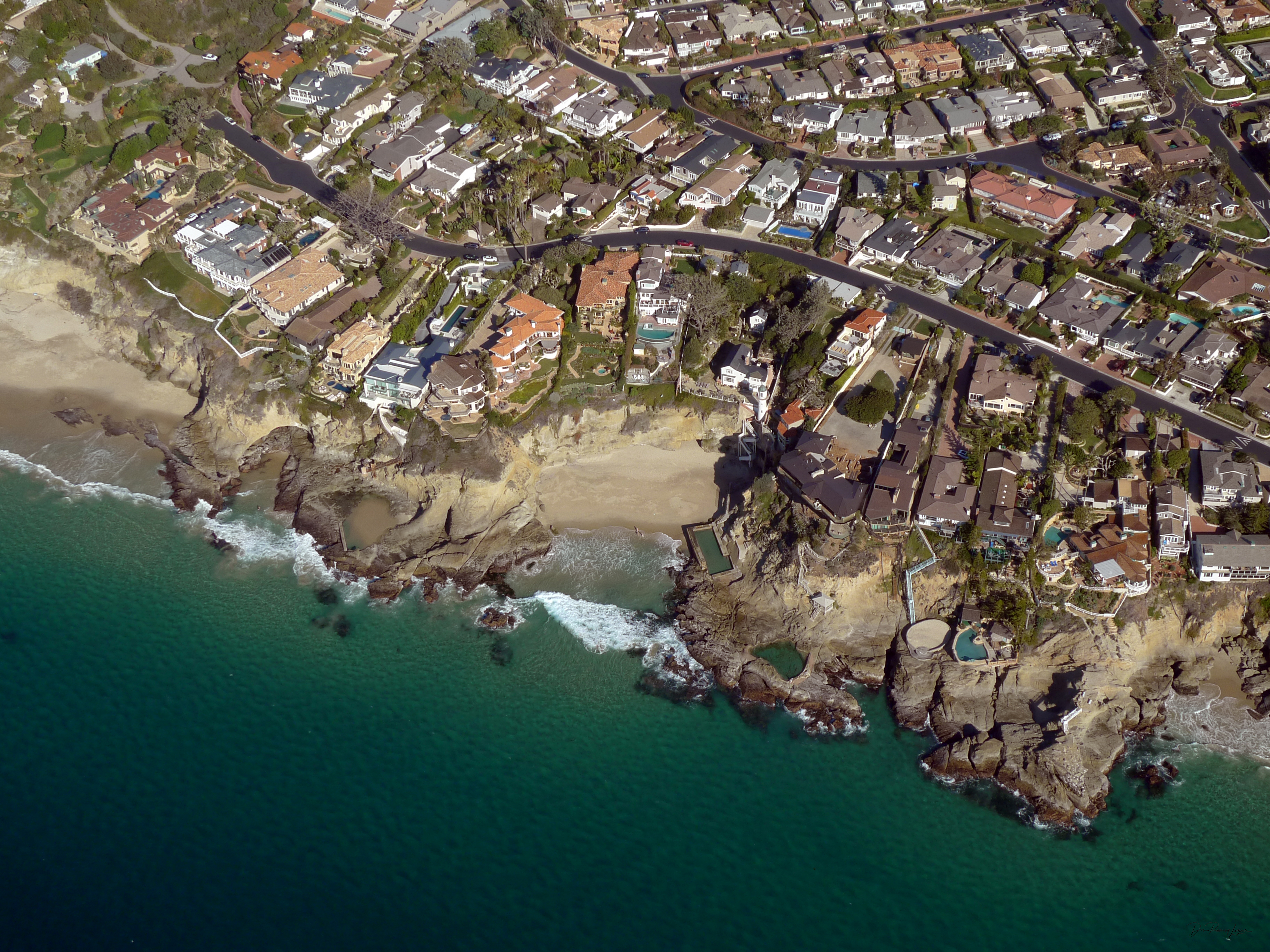
خليج Three Arch في لاجونا بيتش

والمُقاطعات الأكثر اكتظاظًا بالسكان في الولاية هي لوس أنجلوس، سان دييغو، أورانج، ريفرسايد، وسان برناردينو، وهذه الخمس المُقاطعات من بين أكبر 15 مقاطعة اكتظاظًا بالسكان في الولايات المتحدة.
تتركز في منطقة لوس أنجلوس صناعة السينما، والتلفزيون، والموسيقى، ويُطلق اسم منطقة هوليوود على صناعة الأفلام السينمائيَّة الأمريكية، ويَقع في هوليوود المقر الرئيسيّ لشركة والت ديزني (التي تمتلك أيه بي سي)، وسوني بيكتشرز، ويونيفرسال بيكشرز، ومترو غولدوين ماير، وباراماونت بيكتشرز، ووارنر برذرز وتدير Universal وWarner Bros وSony شركات تسجيل رئيسيَّة في المنطقة.
تُعدّ جنوب كاليفورنيا أيضًا موطنًا لثقافة ركوب الأمواج وألواح التزلج المحليَّة الكبيرة. ويَقع المقر الرئيسيّ لعدة شركات فيها مثل فولكوم، وكويك سلفر، ونو فير، وRVCA.
وَيُقِيمُ في جنوب كاليفورنيا المتزلج توني هوك، وراكب الأمواج روب ماتشادو، وتيمي كوران، وبوبي مارتينيز، وبات أوكونيل، ودين رينولدز، وكريس وارد، حيثُ توجد بعض أشهر مواقع ركوب الأمواج وهي: تريستليس وشاطئ هنتنغتون وماليبو، وتُقام فيها بعض أكبر الأحداث الرياضية في العالم بما في ذلك ألعاب إكس،  وبوست موبايل برو (بالإنجليزية: Boost Mobile Pro)،  وبطولة ركوب الأمواج المفتوحة بالولايات المتحدة في جنوب كاليفورنيا. وتُعد المنطقة مهمة أيضًا لأحداث اليخوت الرئيسيَّة بما في ذلك سباق Transpacific لليخوت السنوي، أو "Transpac" من لوس أنجلوس إلى هاواي. وقد أقام «نادي اليخوت في سان دييغو» كأس أمريكا من عام 1988 إلى عام 1995 وهي أعرق جائزةً في اليخوت، واستضاف ثلاثة سباقات لكأس أمريكا خِلال تلك الفترة، وعُقد أول سباق ثلاثي في العصر الحديث في خليج ميشن في سان دييغو في عام 1974. ومنذ ذلك الحين أصبحت جنوب كاليفورنيا وسان دييغو على وجَّه الخصوص وجهة سباقات الترياتلون والرياضات المُتعدِّدة والمنتجات والثقافة.
جنوب كاليفورنيا هي موطن للعديد من الامتيازات الرياضيةِ والشبكات الرياضيةِ مثل Fox Sports Net .
يتردد العديد من السكان المَحَليِّين والسياح على ساحل جنوب كاليفورنيا وشواطئها. وتُعد مدينة بالم سبرينغز الصحراويّة الداخليَّة مشهورة أيضاً.

## الحدود الشماليَّة

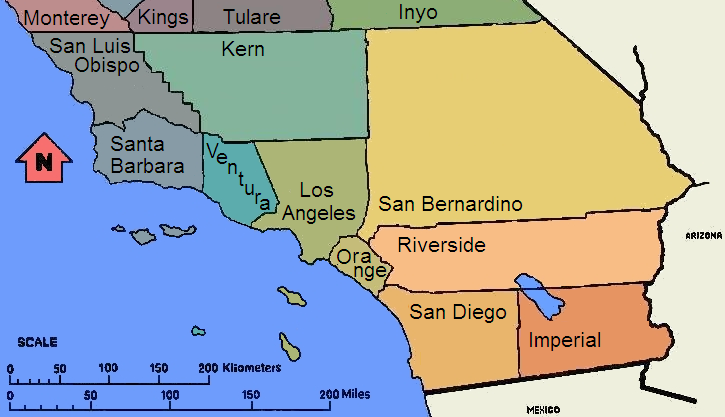
مقاطعات كاليفورنيا تحت خط العرض 36 القياسي

جنوب كاليفورنيا ليس تسمية جغرافية رسميَّة وتختلف التعريفات لما يُشكِّل جنوب كاليفورنيا. جغرافيًا، تقع نقطة منتصف الطريق بين الشمال والجنوب في كاليفورنيا عند خط عرض 37 ° 9 '58.23 "بالضبط، حول 11 ميل (18 كـم) جنوب سان خوسيه؛ ومع ذلك لا يتطابق هذا معَ الاستِخدام الشائع للمصطلح. عندما تنقسم الولاية إلى منطقتين (شمال وجنوب كاليفورنيا)، يُشير مصطلح "جنوب كاليفورنيا" عادةً إلى المُقاطعات العشر الواقعة في أقصى الجنوب من الولاية. ويتطابق هذا التعريف بدقة معَ خطوط المُقاطعات عند 35 ° 47 28 شمالًا خط العرض، الذي يُشكِّل الحدود الشماليَّة لمقاطعات سان لويس أوبيسبو، كيرن، وسان برناردينو. يتطابق بشكلٍ وثيق معَ الثلث الأدنى من خط العرضُ في كاليفورنيا.

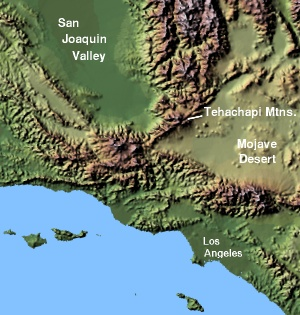
تضاريس المنطقة الحدودية

على الرغم من عدم وجود تعريف رسمي للحدود الشماليَّة لجنوب كاليفورنيا، فقد كانَ هذا التقسيم موجودًا منذُ الوقت الذي حكمت فيهِ المكسيك ولاية كاليفورنيا واحتدمت الخِلافات السياسيَّة بين كاليفورنيوس مونتيري في الجزء العلوي جزء ولوس أنجلوس في الجزء السفلي من ألتا كاليفورنيا. بعدَ استحواذ الولايات المتَّحدة على ولاية كاليفورنيا، استمر التقسيم كجزء من محاولة العديد من السياسيين المؤيّدين للعبودية لترتيب تقسيم ألتا كاليفورنيا عند 36 درجة و30 دقيقة خط تسوية ميسوري. بدلاً من ذلك أتاح تمرير تسوية 1850 قبول ولاية كاليفورنيا في الاتِّحاد بصفتها ولاية حرة ممَّا منع جنوب كاليفورنيا من أنَ تُصبح دولة الرقيق منفصلة.
بعدَ ذلك حاول سكان كاليفورنيا (غير الراضين عن قوانين الأراضي والضرائب غير العادلة) والجنوبيين المؤيّدين للعبودية في «مقاطعات الأبقار» ذات الكثافة السكانيَّة المُنخفضة في جنوب كاليفورنيا ثلاث مرات في خمسينيّات القرن التاسع عشر تحقيق دولة منفصلة أو وضع إقليمي منفصلة عن شمال كاليفورنيا. تمت المُوافقة على المُحاولة الأخيرة قانون بيكو لعام 1859 من قبل الهيئة التشريعية لولاية كاليفورنيا ووقعها حاكم الولاية جون ب. ويلر. تمت المُوافقة عليهِ بأغلبية ساحقة من قبل ما يقرب من 75 في المائة من الناخبين في إقليم كولورادو. كانَ من المفترض أنَ تشمل هذه المنطقة جميع المُقاطعات حتَّى مقاطعة تولير (التي تضَّمنت الآن مقاطعة كينغز ومعظم مقاطعة كيرن، وجزءًا من مقاطعة إنيو) ومقاطعة سان لويس أوبيسبو. تمَّ إرسال الاقتراح إلى واشنطن العاصمة معَ مناصر قوي في مجلس الشيوخ ميلتون لاثام. ومع ذلك فإنَّ أزمة الانفصال التي أعقبت الولايات المتَّحدة أدَّت الانتخابات الرئاسيَّة 1860أبراهام لنكولن في عام 1860 وما تلاها الحرب الأهلية الأمريكية إلى عدم طرح الاقتراح للتصويت أبدًا.
في عام 1900، حددت صحيفة «لوس أجلوس تايمز» جنوب كاليفورنيا على أنَّها تشمل «المُقاطعات السبع وهي لوس أنجلوس، وسان برناردينو، وأورانج وريفرسايد، وسان دييغو، وفنتورا، وسانتا باربرا.» في عام 1999، أضافت «التايمز» مقاطعة أحدث إمبريال إلى تلك القائمة.
جنوب كاليفورنيا كانَ اسم  ولاية جديدة مقترحة التي فشلت في الحصول على اقتراع كاليفورنيا لعام 2018. اقترح إجراء الاقتراع تقسيم الدولة القائمة إلى ثلاثة أجزاء.
يتم تقسيم الولاية بشكلٍ أكثر شيوعًا والترويج لها من خِلال مجموعات السياحة الإقليمية، التي تتكون من مناطق شمال ووسط وجنوب كاليفورنيا. يختار نوادي السيَّارات التابعة لرابطة السيَّارات الأمريكيَّة (AAA) للولاية، ورابطة سيارات ولاية كاليفورنيا، ونادي السيَّارات بجنوب كاليفورنيا، تبسيط الأمور عن طريق تقسيم الولاية على طول الخطوط التي تنطبق عليها ولاياتهم القضائيَّة للعضوية إمَّا شمال أو جنوب كاليفورنيا، على عكس وجهة نظر المناطق الثلاث. تأثير آخر هو العبارة الجُغرافيَّة "جنوب تيهاتشابيس" وَالتي من شأنها أنَ تقسم المنطقة الجنوبيَّة عن قمة هذا النطاق العرضي ولكنَّ في هذا التعريف الأجزاء الصحراويّة من مقاطعة لوس أنجلوس الشماليَّة ومُقاطعات كيرن وسان برناردينو الشرقيَّة سيتم تضمينها في منطقة جنوب كاليفورنيا نظرًا لبعدها عن الوادي الأوسط والمناظر الطَّبيعية الصحراويّة الداخلية."
في ديسمبر 2020، أثناء وباء COVID-19، قسمت حكومة الولاية بِقيادة الحاكم جافين نيوسوم الولاية إلى خمس مناطق بغرض إصدار أوامر البقاء في المنزل. تتكون منطقة جنوب كاليفورنيا من مقاطعات إمبريال وإنيو ولوس أنجلوس ومونو وأورانج وريفرسايد وسان برناردينو وسان دييغو وسان لويس أوبيسبو وسانتا باربرا وفينتورا.
| المقاطعة                | السكان     | منطقة حضرية ميل² | منطقة حضرية كم² | سكان /ميل² | سكان/كم² |
| ----------------------- | ---------- | ---------------- | --------------- | ---------- | -------- |
| مقاطعة لوس أنجلوس       | 9٬862٬049  | 4,060.87         | 10,517.61       | 2,428.56   | 937.67   |
| مقاطعة سان دييغو        | 3٬095٬313  | 4,199.89         | 10,877.67       | 714.56     | 275.89   |
| مقاطعة أورانج           | 3٬010٬759  | 789.40           | 2,044.54        | 3,813.98   | 1,472.59 |
| مقاطعة ريفيرسايد        | 2٬100٬516  | 7,207.37         | 18,667.00       | 291.44     | 112.53   |
| مقاطعة سان بيرناردينو   | 2٬015٬355  | 20,052.50        | 51,935.74       | 100.50     | 38.80    |
| مقاطعة كيرن             | 800٬458    | 8,140.96         | 21,084.99       | 98.32      | 37.96    |
| مقاطعة فينتورا          | 797٬740    | 1,845.30         | 4,779.31        | 432.31     | 166.92   |
| مقاطعة سانتا باربارا    | 405٬396    | 2,737.01         | 7,088.82        | 148.12     | 57.19    |
| مقاطعة سان لويس أوبيسبو | 265٬297    | 3,304.32         | 8,558.15        | 80.29      | 31.00    |
| مقاطعة إمبيريال         | 163٬972    | 4,174.73         | 10,812.50       | 39.28      | 15.17    |
| كاليفورنيا الجنوبية     | 22٬422٬614 | 56,512.35        | 146,366.31      | 396.77     | 153.19   |
| كاليفورنيا              | 36٬756٬666 | 155,959.34       | 403,932.84      | 235.68     | 91.00    |

## المناظر الحضريَّة
يتكون جنوب كاليفورنيا من بيئة حضرية متطورة بشكلٍ كبير، ويُعدُّ موطنًا لبعض أكبر المناطق الحضريَّة في الولاية، إلى جانب مناطق شاسعة لم يتم تطويرها، وهي ثالث المُدن الكبرى المأهولة بالسكان في الولايات المتحدة، بعدَ منطقة البُحيرات العظمى ومنطقة شمال شرق مدينة ميغالوبوليس، وتشتهر الكثير من مناطق جنوب كاليفورنيا بمجتمعات الضواحي الكبيرة والمنتشرة واستخدام السيَّارات والطرق السريعة، والمناطق المُهيمنة هي لوس أنجلوس، ومقاطعة أورانج، وسان دييغو، ووريفرسايد - وسان برناردينو، ويُعدُّ كلّ منها مراكز المناطق الحضريَّة الخاصّة بها، وتتألَّف من العديد من المُدن والمجتمعات الأصغر. تستضيف المنطقة الحضريَّة أيضًا منطقة حضرية دولية في سان دييغو - تيخوانا، تمَّ إنشاؤها بواسطة المنطقة الحضريَّة المُمتَّدة إلى باجا كاليفورنيا.
عند السفر جنوبًا على الطريق السريع 5 فإنَّ الفجوة الرئيسيَّة لاستمرار التوسع الحضري هي معسكر بندلتون، وتُعد المُدن والمجتمعات على طول الطريق السريع 15 والطريق السريع 215 مترابطة للغاية لدرجة أنَ تيميكولا وموريتا تربطهما نفس القدر من الارتباط بمنطقة سان دييغو الحضرية كما هو الحال معَ كاليفورنيا إينلاند إمباير. وإلى الشرق يُعتبر مكتب الإحصاء بالولايات المتحدة منطقتيّ سان برناردينو وريفرسايد، ومنطقة ريفرسايد-سان برناردينو مناطق حضرية منفصلة عن مقاطعة لوس أنجلوس. وقد تشكلت ضواحي مطورة حديثًا في أنتلوب فالي شمال لوس أنجلوس، ووادي فيكتور، ووادي كوتشيلا ووادي إمبيريال، وكان النمو السكانيّ مرتفعًا أيضًا في مقاطعة بيكرسفيلد-كيرن، ومناطق سانتا ماريا وسان لويس أوبيسبو.

## المناخ

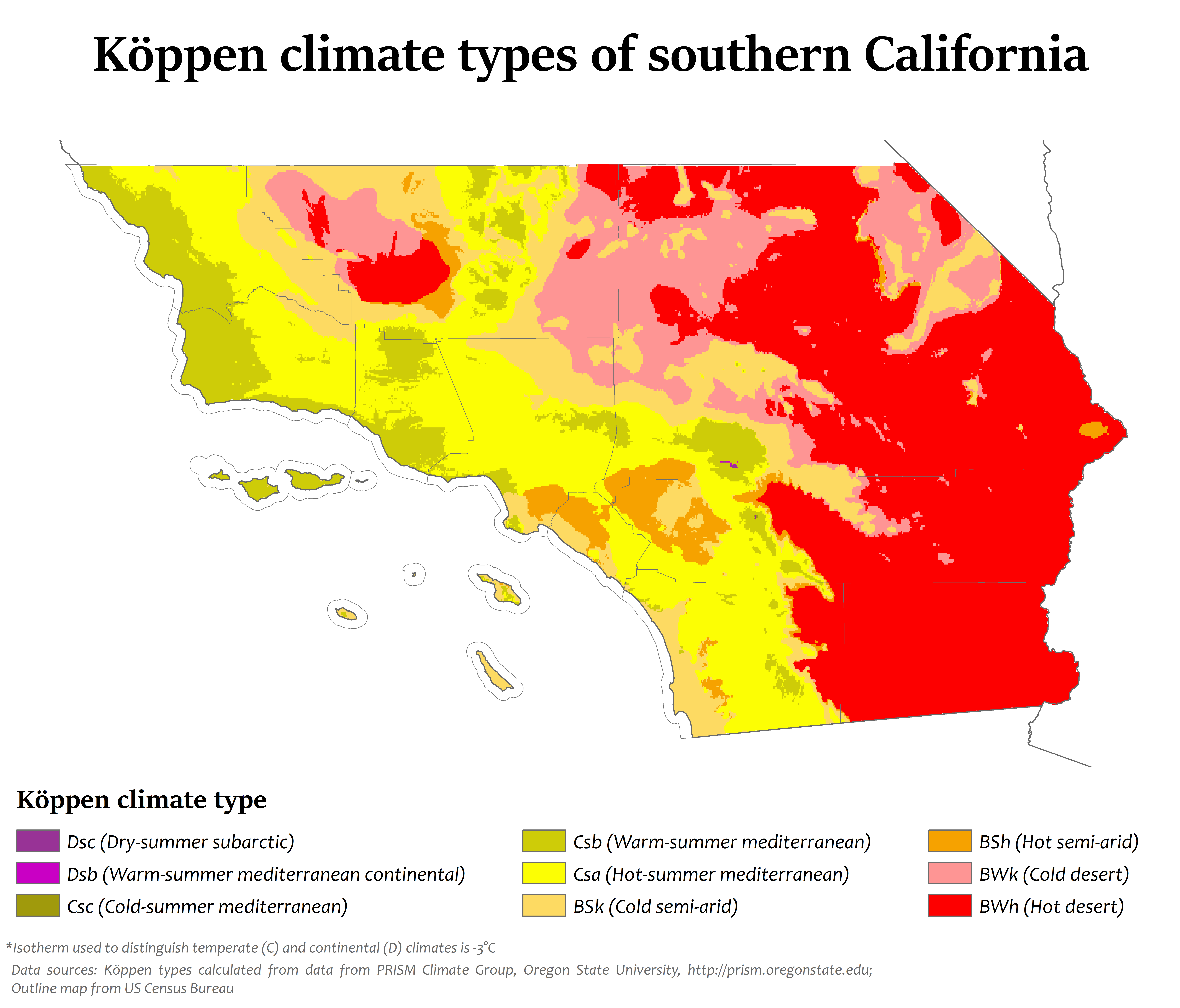
أنواع مناخ كوبن في جنوب كاليفورنيا

يتمتع مُعظم جنوب كاليفورنيا بمناخ شبيه بالبحر الأبيض المتوسط، وصيف دافئ وجاف، وشتاء معتدل ورطب، حيثُ يندر الطقس البارد ودرجات الحرارة المتجمدة، ويُوجد في بعض مناطق جنوب كاليفورنيا مناخ شبه قاحل وصحراوي جبلي، ويندرُ هطول الأمطار وأكثر أيامها مشمسة، أمَّا فصل الصيف فهو حار أو دافئ، وجاف، بينما الشتاء معتدل وتُعد الأمطار منخفضة إلى معتدلة حسب المنطقة، ونادراً ما تهطل أمطار غزيرة، ويندرُ الثلج في المرتفعات المنخفضة، أمَّا الجبال بارتفاعات أكثر من 5,000 قدم (1,500 م) فتشهد تساقط الثلوج بكثرة في فصل الشتاء.

## المناظر الطَّبيعية

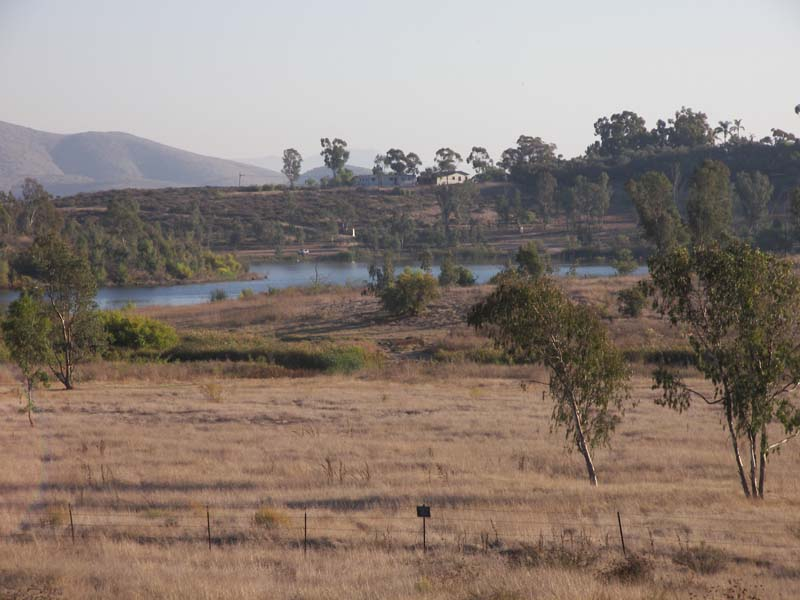
وادي بروكتور في تشولا فيستا

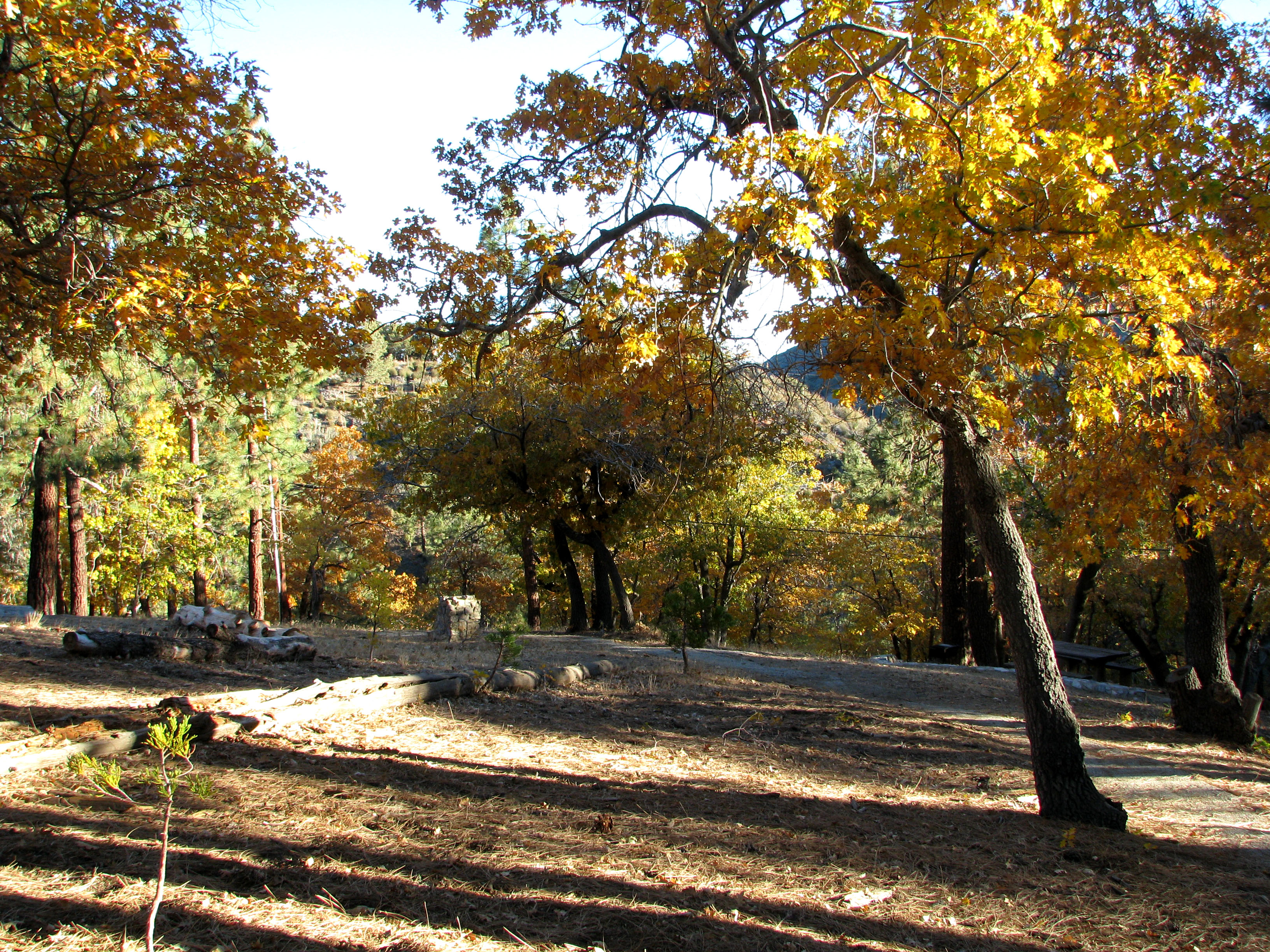
خريف عام 2008 في جنوب كاليفورنيا.

يتكون جنوب كاليفورنيا من مجموعة متنوعة من المناظر الطَّبيعية الجُيولوجيَّة والطبوغرافية والنظم الإيكولوجيَّة الطَّبيعية في تنوع يفوق عدد المناطق الرئيسيَّة الأُخرى في الولاية والبلد، وتمتدُّ المنطقة من جزر المحيط الهادئ، والشواطئ، والسهول الساحلية، والجبال، والوديان الداخليَّة الكبيرة والصغيرة، إلى صحراء كاليفورنيا الواسعة.
تشمل التصنيفات التمهيدية:
- تصنيف:شواطئ كاليفورنيا الجنوبية
- سلاسل جبلية في جنوب كاليفورنيا
- تصنيف:أنهار كاليفورنيا الجنوبية
- تصنيف:صحاري كاليفورنيا
- تصنيف:متنزهات في كاليفورنيا الجنوبية

## الجُغرافيا
تقسم جنوب كاليفورنيا إلى:

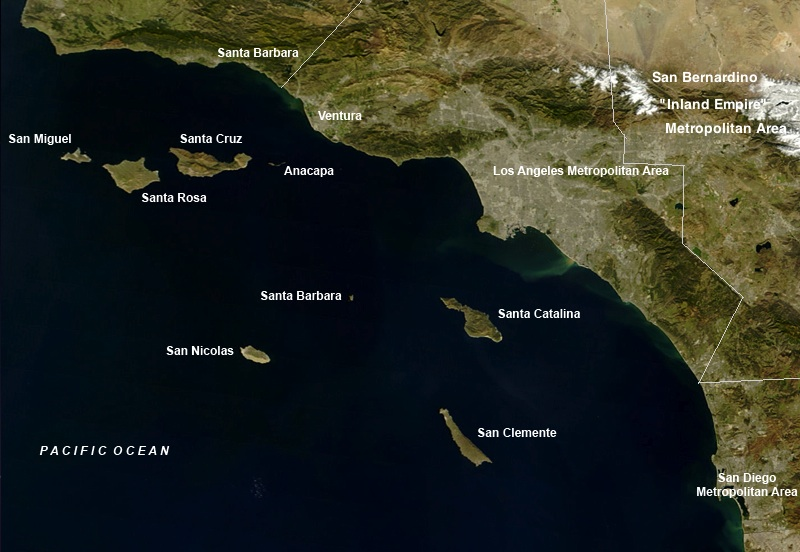
عرض القمر الصناعي لجنوب كاليفورنيا، بما في ذلك جزر القنال

- المنطقة الساحلية المكتظة بالسكان وتشمل الوديان الساحليَّة الداخليَّة غرب الجبال الساحليَّة معَ مقاطعة أورانج وأجزاء من مقاطعات سان دييغو ولوس أنجلوس وفنتورا وسانتا باربرا وسان لويس أوبيسبو.
- منطقة Cismontane على الجانب الساحلي من سلاسل الجبال المستعرضة وشبه الجزيرة حيثُ يُشير مصطلح «جنوب كاليفورنيا» بشكلٍ شعبي إلى هذه المنطقة المأهولة بالسكان.
- منطقة الصحراء وهي أكبر حجماً وذات كثافة سكانيَّة منخفضة معَ أجزاء من مقاطعات كيرن ولوس أنجلوس وسان برناردينو وريفرسايد وإمبريال وسان دييغو.
- منطقة Transmontane على جانب صحراء الظل المطري من نفس السلاسل الجبلية.

### خصائص جغرافية

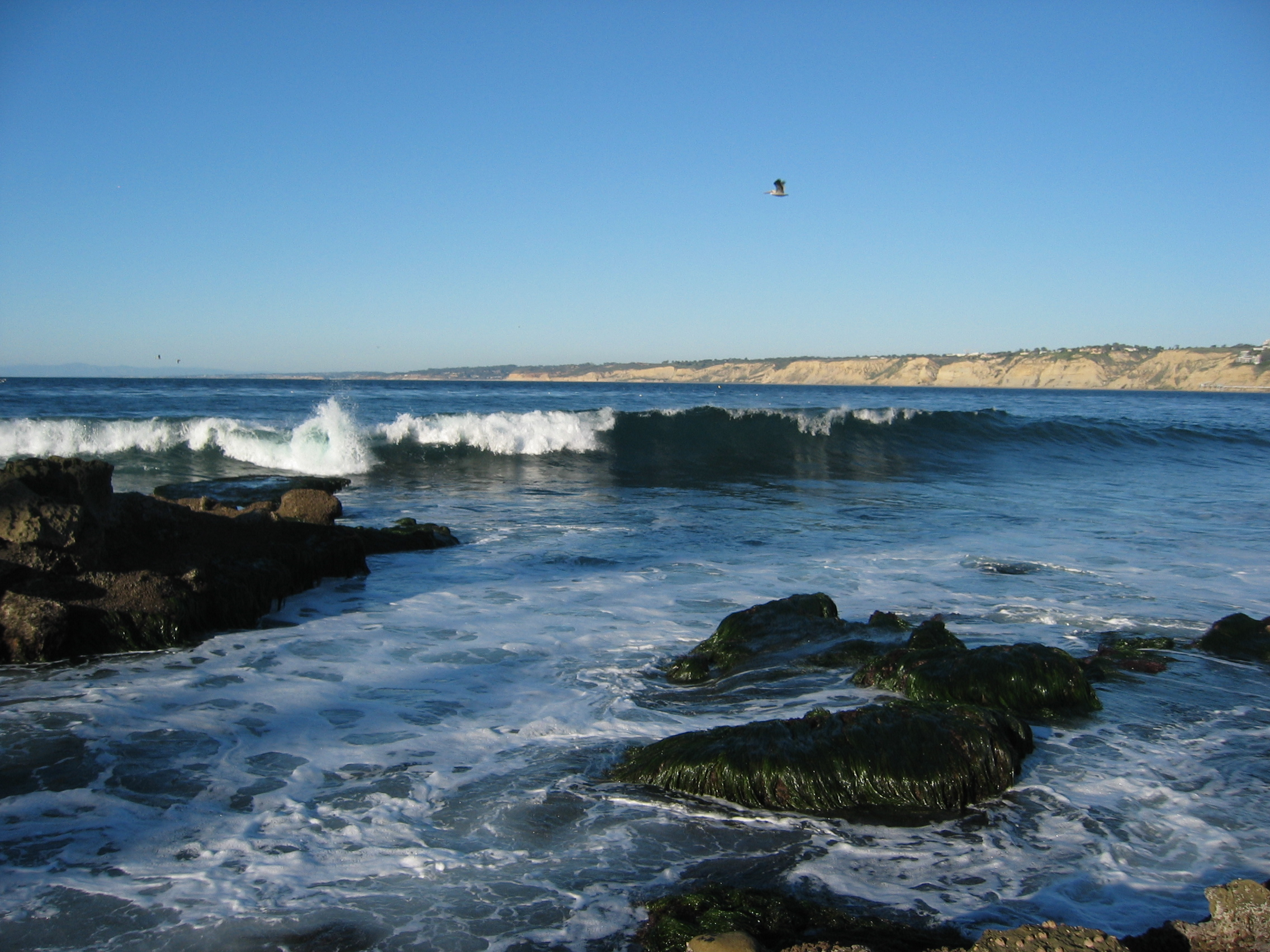
منظر من لا جولا كوف في سان دييغو.

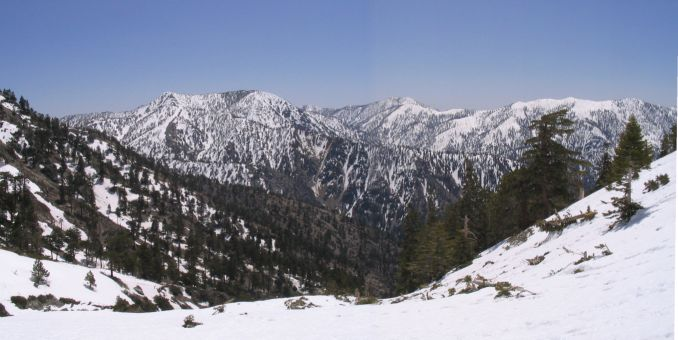
قمم جبال سان غابرييل الشرقية، غابة أنجيليس الوطنية، مقاطعة سان برناردينو.

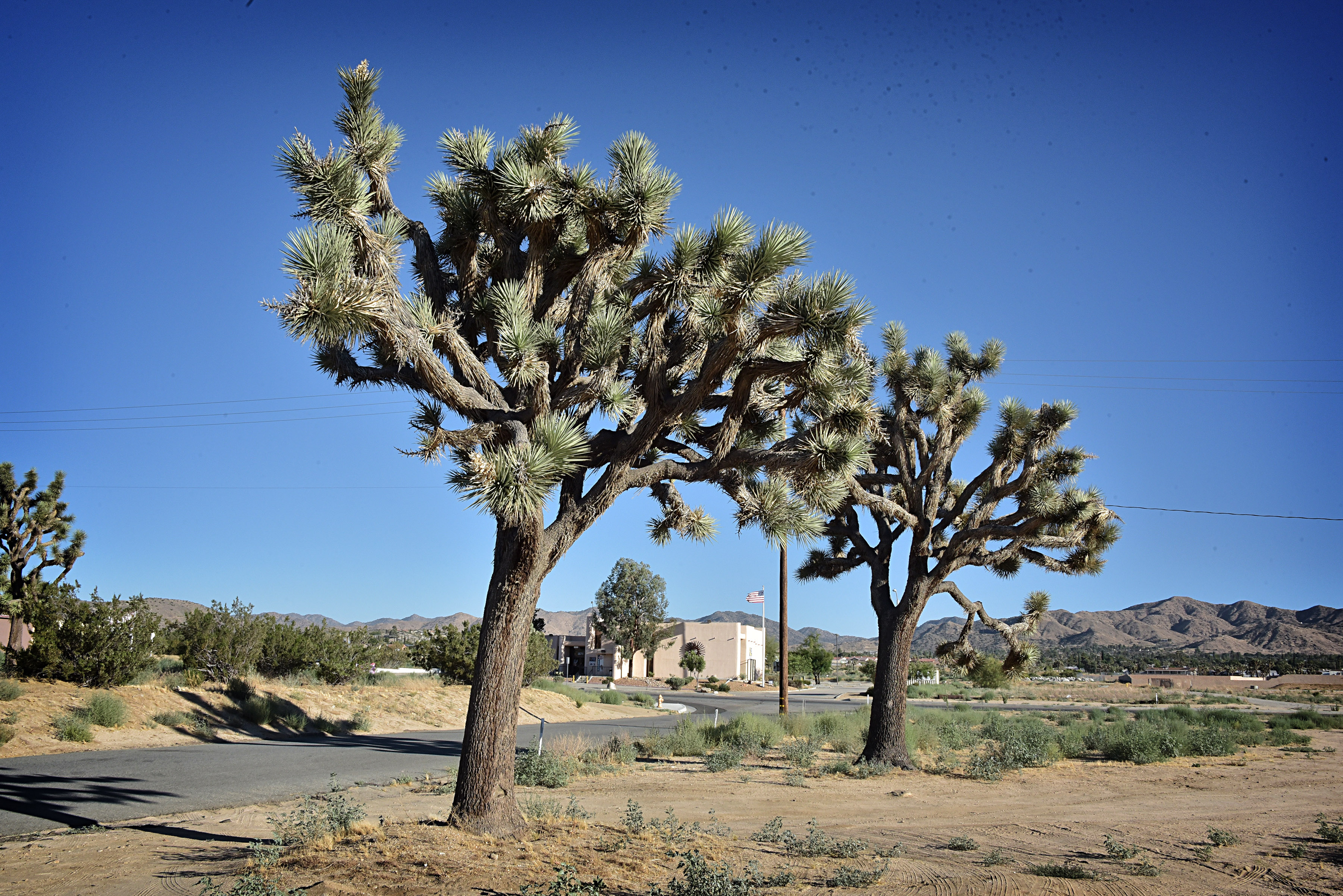
وادي يوكا معَ مركز الزوار في الخلفية في يونيو 2017.

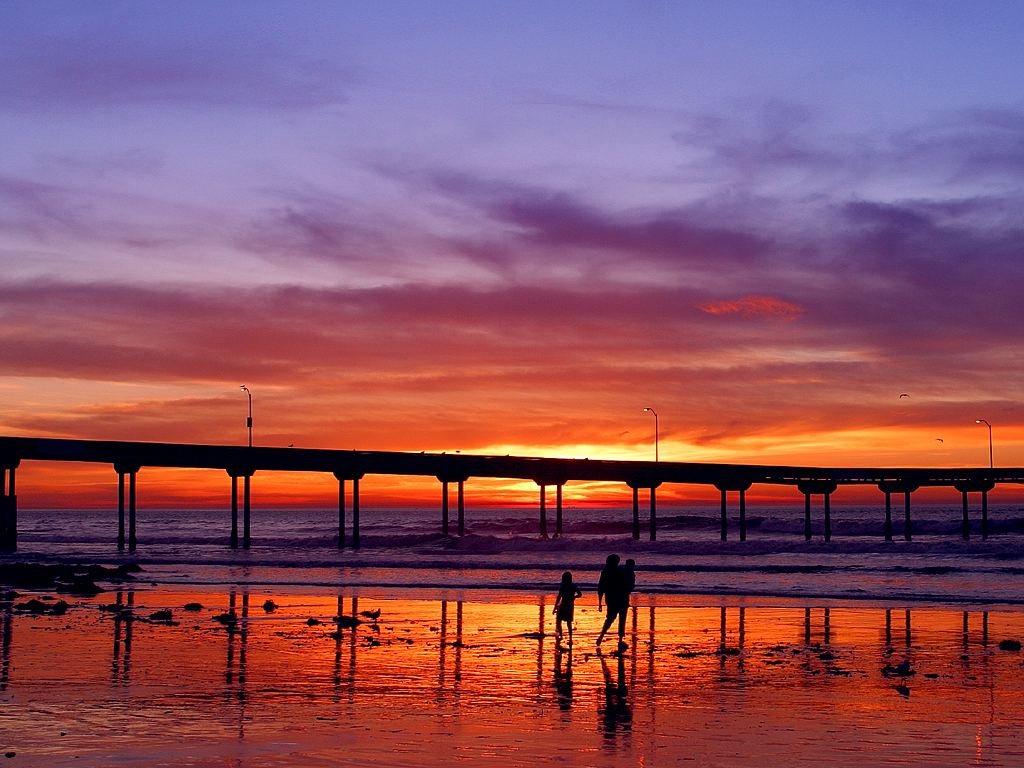
غروب الشمس على شاطئ المحيط في سان دييغو.

- غابة أنجيليس الوطنية[الإنجليزية] (مقاطعات لوس أنجلوس وسان برناردينو وفينتورا)
- تلال أنتلوب، كاليفورنيا[الإنجليزية] (مقاطعة كيرن)
- أنتلوب فالي (مقاطعتا لوس أنجلوس وكيرن)
- أرويو سيكو (مقاطعة لوس أنجلوس)[الإنجليزية] (مقاطعة لوس أنجلوس)
- هيلز بيكون[الإنجليزية] (مقاطعة كيرن)
- بالدوين هيلز (سلسلة جبال)[الإنجليزية] (مقاطعة لوس أنجلوس)
- الأراضي الرطبة بالونا[الإنجليزية] (مقاطعة لوس أنجلوس)
- بحيرة بيج بير[الإنجليزية] (مقاطعة سان برناردينو)
- تلال بيسيل[الإنجليزية] (مقاطعة كيرن)
- بلاك هيلز (مقاطعة كيرن)
- محمية بولسا تشيكا البيئية[الإنجليزية] (مقاطعة أورانج)
- بوينا فيستا هيلز (مقاطعة كيرن)[الإنجليزية] (مقاطعة كيرن)
- بحيرة بوينا فيستا[الإنجليزية] (مقاطعة كيرن)
- ممر كاجون[الإنجليزية] (مقاطعة سان برناردينو)
- جبال كاليكو (كاليفورنيا)[الإنجليزية] (مقاطعة سان برناردينو)
- جزر القناة في كاليفورنيا (مقاطعات سانتا باربرا وفينتورا ولوس أنجلوس)
- بحيرة كاستايك[الإنجليزية] (مقاطعة لوس أنجلوس)
- تلال تشينو[الإنجليزية] (مقاطعات أورانج ولوس أنجلوس وريفرسايد وسان برناردينو)
- كواتشيلا فالي (مقاطعة ريفرسايد)
- صحراء كولورادو (مقاطعات سان برناردينو وريفرسايد وإمبريال وسان دييغو)
- نهر كولورادو (مقاطعات سان برناردينو وريفرسايد والإمبراطورية وباخا كاليفورنيا وسونورا)
- كونهو فالي (مقاطعة فينتورا)
- كوكامونغا فالي (مقاطعتا سان برناردينو وريفرسايد)
- جبال كوياماكا[الإنجليزية] (مقاطعة سان دييغو)
- وادي الموت (مقاطعتا سان برناردينو وإينو)
- سلسلة جبال ديابلو[الإنجليزية] (مقاطعة كيرن)
- إلك هيلز[الإنجليزية] (مقاطعة كيرن)
- تلال الخورن[الإنجليزية] (مقاطعة سان لويس أوبيسبو)
- بحيرة الميراج[الإنجليزية] (مقاطعة سان برناردينو)
- جبال الباسو[الإنجليزية] (مقاطعة كيرن)
- جبال جرينهورن[الإنجليزية] (مقاطعة كيرن)
- هاي ديزرت (كاليفورنيا)[الإنجليزية] (مقاطعات لوس أنجلوس وكيرن وإنيو وسان برناردينو)
- تلال هورنيد تاد[الإنجليزية] (مقاطعة كيرن)
- وادي إمبيريال (مقاطعة إمبريال)
- آيرش هيلز[الإنجليزية] (مقاطعة سان لويس أوبيسبو)
- جبال إن كو باه[الإنجليزية] (مقاطعة سان دييغو)
- كاليفورنيا إينلاند إمباير (مقاطعتا ريفرسايد وسان برناردينو)
- جبال جاكومبا[الإنجليزية] (مقاطعة سان دييغو)
- جوبون كانيون[الإنجليزية] (مقاطعة كيرن)
- نهر كيرن[الإنجليزية] (مقاطعة كيرن)
- لا جولا كوف[الإنجليزية] (مقاطعة سان دييغو)
- جبال لاجونا[الإنجليزية] (مقاطعة سان دييغو)
- بحيرة أروهيد، كاليفورنيا (مقاطعة سان برناردينو)
- بحيرة كاسيتاس[الإنجليزية] (مقاطعة فينتورا)
- بحيرة إلسينوري[الإنجليزية] (مقاطعة ريفرسايد)
- بحيرة إيزابيلا[الإنجليزية] (مقاطعة كيرن)
- بحيرة بيريس[الإنجليزية] (مقاطعة ريفرسايد)
- بحيرة بيرو[الإنجليزية] (مقاطعة فينتورا)
- جبال ليكفيو[الإنجليزية] (مقاطعة ريفرسايد)
- بحيرة ويب (مقاطعة كيرن)
- جبال سان برناردينو الصغيرة[الإنجليزية] (مقاطعتا ريفرسايد وسان برناردينو)
- ليتل سيجنال هيلز[الإنجليزية] (مقاطعة كيرن)
- حوض لوس أنجلوس (مقاطعات لوس أنجلوس وأورانج)
- نهر لوس أنجلوس (مقاطعة لوس أنجلوس)
- غابة لوس بادريس الوطنية[الإنجليزية] (مقاطعات كيرن ولوس أنجلوس وسان لويس أوبيسبو وسانتا باربرا وفينتورا)
- لوست هيلز[الإنجليزية] (مقاطعة كيرن)
- صحراء منخفضة[الإنجليزية] (مقاطعات إمبريال وسان دييغو وريفرسايد وسان برناردينو)
- صحراء موهافي (مقاطعات لوس أنجلوس وكيرن وسان برناردينو)
- نهر موهافي[الإنجليزية] (مقاطعة سان برناردينو)
- جبل سان انطونيو[الإنجليزية] (مقاطعة لوس أنجلوس)
- New River[الإنجليزية] (مقاطعة إمبريال، بلدية مكسيكالي)
- ناين سسترز[الإنجليزية] (مقاطعة سان لويس أوبيسبو)
- أوجي (كاليفورنيا) (مقاطعة فينتورا)
- ساحل أورانج[الإنجليزية] (مقاطعة أورانج)
- سهل أوكسنارد[الإنجليزية] (مقاطعة فينتورا)
- جبل بالومار[الإنجليزية] (مقاطعة سان دييغو)
- وادي بالو فيردي[الإنجليزية] (مقاطعات ريفرسايد والإمبراطورية)
- بالوس فيرديس هيلز[الإنجليزية] (مقاطعة لوس أنجلوس)
- جبل بانامنت (مقاطعة إنيو)
- سلسلة جبال شبة الجزيرة (مقاطعات سان دييغو وريفرسايد وأورانج)
- تلال بليتو[الإنجليزية] (مقاطعة كيرن)
- Point Loma[الإنجليزية] (مقاطعة سان دييغو)
- موجو بوينت[الإنجليزية] (مقاطعة فينتورا)
- بوينت أوف روكس (مقاطعة كيرن، كاليفورنيا)[الإنجليزية] (مقاطعة كيرن)
- بومونا فالي (مقاطعتا لوس أنجلوس وسان برناردينو)
- جبال بروفيدنس[الإنجليزية] (مقاطعة سان برناردينو)
- تلال بوينتي[الإنجليزية] (مقاطعة لوس أنجلوس)
- بحيرة بيراميد (مقاطعة لوس أنجلوس، كاليفورنيا)[الإنجليزية] (مقاطعة لوس أنجلوس)
- جبال رند[الإنجليزية] (مقاطعة كيرن)
- ريو هوندو (كاليفورنيا)[الإنجليزية] (مقاطعة لوس أنجلوس)
- تلال روزاموند[الإنجليزية] (مقاطعة كيرن)
- وادي سادلباك[الإنجليزية] (مقاطعة أورانج)
- بحر سالتون (مقاطعتا إمبريال وريفرسايد)
- فالق سان أندرياس (كل المقاطعات)
- جبال سان برناردينو[الإنجليزية] (مقاطعة سان برناردينو)
- غابة سان برناردينو الوطنية[الإنجليزية] (مقاطعتا ريفرسايد وسان برناردينو)
- وادي سان برناردينو[الإنجليزية] (مقاطعة سان برناردينو)
- خليج سان دييغو[الإنجليزية] (مقاطعة سان دييغو)
- نهر سان دييغو[الإنجليزية] (مقاطعة سان دييغو)
- جبال سان إميجديو[الإنجليزية] (مقاطعات لوس أنجلوس وفنتورا وكيرن)
- وادي سان فيرناندو (مقاطعة لوس أنجلوس)
- جبال سان غابرييل (مقاطعتا لوس أنجلوس وسان برناردينو)
- نهر سان غابرييل (كاليفورنيا) (مقاطعة لوس أنجلوس)
- وادي سان جبرائيل[الإنجليزية] (مقاطعة لوس أنجلوس)
- جبال سان جاسينتو[الإنجليزية] (مقاطعة ريفرسايد)
- نهر سان جاسينتو (كاليفورنيا)[الإنجليزية] (مقاطعة ريفرسايد)
- سان هواكين فالي (مقاطعة كيرن)
- نهر سان لويس ري[الإنجليزية] (مقاطعة سان دييغو)
- خليج سان بيدرو (مقاطعة لوس أنجلوس)
- جبال سان رافائيل[الإنجليزية] (مقاطعة سانتا باربرا)
- جبال سانتا آنا[الإنجليزية] (مقاطعتا أورانج آند ريفرسايد)
- نهر سانتا آنا[الإنجليزية] (مقاطعات سان برناردينو وريفرسايد وأورانج)
- وادي سانتا آنا[الإنجليزية] (مقاطعة أورانج)
- جزيرة سانتا كاتالينا (مقاطعة لوس أنجلوس)
- نهر سانتا كلارا (مقاطعة فينتورا)
- وادي نهر سانتا كلارا[الإنجليزية] (مقاطعة فينتورا)
- سانتا كلاريتا فالي (مقاطعة لوس أنجلوس)
- نهر سانتا مارغريتا[الإنجليزية] (مقاطعات ريفرسايد وأورانج وسان دييغو)
- خليج سانتا مونيكا (مقاطعة لوس أنجلوس)
- جبال سانتا مونيكا (مقاطعتا لوس أنجلوس وفينتورا)
- جبال سانتا روزا (كاليفورنيا)[الإنجليزية] (مقاطعات ريفرسايد وإمبريال وسان دييغو)
- جبال سانتا سوزانا[الإنجليزية] (مقاطعتا لوس أنجلوس وفينتورا)
- جبال سانتا ينز[الإنجليزية] (مقاطعتا سانتا باربرا وفينتورا)
- وادي سانتا إينز (مقاطعة سانتا باربرا)
- جبال سكودي[الإنجليزية] (مقاطعة كيرن)
- غابة سيكويا الوطنية[الإنجليزية] (مقاطعة كيرن)
- شال هيلز[الإنجليزية] (مقاطعة كيرن)
- سييرا نيفادا (الولايات المتحدة) (مقاطعة كيرن)
- جبال سييرا بيلونا[الإنجليزية] (مقاطعتا لوس أنجلوس وكيرن)
- سيمي هيلز[الإنجليزية] (مقاطعتا لوس أنجلوس وفينتورا)
- سيمي فالي (كاليفورنيا) (مقاطعة فينتورا)
- نهر سويتواتر (كاليفورنيا)[الإنجليزية] (مقاطعة سان دييغو)
- جبال تيهاتشابي[الإنجليزية] (مقاطعات كيرن ولوس أنجلوس)
- تيجون هيلز[الإنجليزية] (مقاطعة كيرن)
- جبال تيميسكال[الإنجليزية] (مقاطعة ريفرسايد)
- تيليفون هيلز[الإنجليزية] (مقاطعة كيرن)
- سلسلة جبال تمبلور[الإنجليزية] (مقاطعتا كيرن وسان لويس أوبيسبو)
- نهر تيخوانا (مقاطعة سان دييغو)
- جبال توباتوبا[الإنجليزية] (مقاطعة فينتورا)
- جبال السلاحف (كاليفورنيا)[الإنجليزية] (مقاطعة سان برناردينو)
- نهر فينتورا[الإنجليزية] (مقاطعة فينتورا)
- جبال فيردوجو[الإنجليزية] (مقاطعة لوس أنجلوس)
- فيكتور فالي[الإنجليزية] (مقاطعة سان برناردينو)

### جيولوجيًا

#### قائمة مناطق الصدع الرئيسيَّة
- منطقة براولي الزلزالية[الإنجليزية] / Brawley Seismic Zone
- صدع تشينو[الإنجليزية] / Chino Fault
- منطقة صدع إلينور[الإنجليزية] / Elsinore Fault Zone
- صدع إليسيان بارك[الإنجليزية] / Elysian Park Fault
- صدع جارلوك[الإنجليزية] / Garlock Fault
- صدع هوسقري[الإنجليزية] / Hosgri Fault
- منطقة الصدع الإمبراطوري[الإنجليزية] / Imperial Fault Zone
- فالق لاغونا سالادا / Laguna Salada Fault
- صدع نيوبورت - إنجلوود[الإنجليزية] / Newport–Inglewood Fault
- سلسلة جبال شبة الجزيرة / Peninsular Ranges
- صدع بوينتي هيلز[الإنجليزية] / Puente Hills Fault
- ريموند فول[الإنجليزية] / Raymond Fault
- صدع روز كانيون[الإنجليزية] / Rose Canyon Fault
- سالتون ترو[الإنجليزية] / Salton Trough
- كتلة سالينيان[الإنجليزية] / Salinian Block
- فالق سان أندرياس / San Andreas Fault
- صدع سان كايتانو[الإنجليزية] / San Cayetano Fault
- منطقة صدع سان فيليبي[الإنجليزية] / San Felipe Fault Zone
- صدع سان جبرائيل[الإنجليزية] / San Gabriel Fault
- منطقة صدع سان جاسينتو[الإنجليزية] / San Jacinto Fault Zone
- صدع نهر سانتا ماريا[الإنجليزية] / Santa Maria River Fault

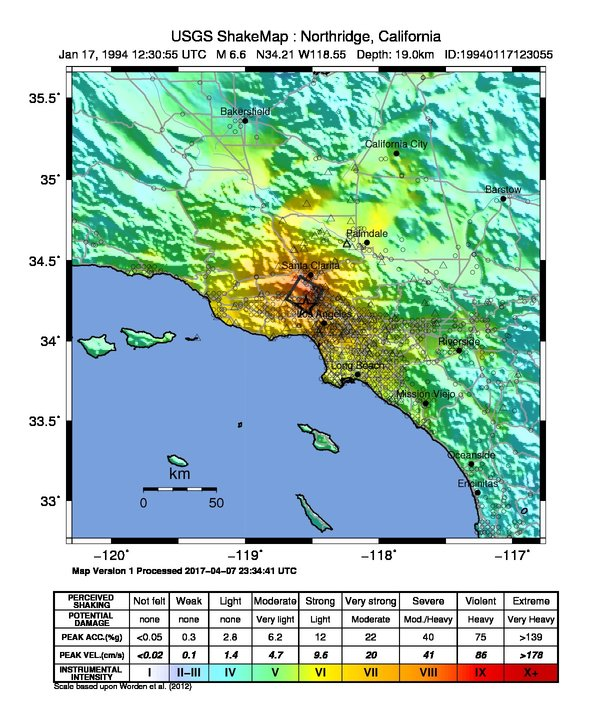
زلزال نورثريدج

- صدع سانتا ينز[الإنجليزية] / Santa Ynez Fault
- صدع الخط الساحلي[الإنجليزية] / Shoreline Fault
- صدع فينتورا[الإنجليزية] / Ventura Fault
- صدع الذئب الأبيض[الإنجليزية] / White Wolf Fault
- صدع ويتير[الإنجليزية] / Whittier Fault
- صدع يوربا ليندا[الإنجليزية] / Yorba Linda Fault

#### الزلازل
يقع كلّ عام حوالي 10 ألف زلزال صغير جداً في جنوب كاليفورنيا، ولا يشعر به السكان، وحدثت عدَّة مئات من الزلازل أكبر من 3.0 درجات وحوالي 15-20 زلزال فقط أكبر من 4.0 درجات.
بلغت قوة زلزال نورثريدج 6.7 درجة في عام 1994 وكان مدمرًا بشكلٍ خاص، وتسبب في عدد كبير من الوفيات والإصابات والانهيارات الهيكلية بِالإضافة إلى أضرار لحقت بالممتلكات بنحو 20 مليار دولار، أكثر من أي زلزال في تاريخ الولايات المتحدة.
العديد من الصدوع قادرة على إحداث زلزال أكبر من 6.7 درجة، مثل صدع سان أندرياس والذّي يُمكن أنَ ينتج زلزالاً بقوة 8.0 درجة، وتشمل الصدوع الأُخرى صدع سان جاسينتو، وصدع بوينتي هيلز، ومنطقة صدع إلزينور، وقد أصدرت هيئة المسح الجيولوجي الأمريكية (USGS) توقعات بزلازل كاليفورنيا.

##### قائمة الزلازل
هذه قائمة جزئية للزلازل في جنوب كاليفورنيا، ملاحظة: الزلازل ذات البؤر في منطقة مترو لوس أنجلوس مميزة بالرمز (#)، الزلازل الأُخرى المذكورة تعني الشعور بالاهتزاز.
- زلزال سان خوان كابيسترانو 1812[الإنجليزية] / 1812 San Juan Capistrano earthquake
- زلزال فورت تيجون 1857
- زلزال لاجونا سالادا 1892
- زلزال سان جاسينتو 1899[الإنجليزية] / 1899 San Jacinto earthquake
- زلزال سان جاسينتو 1918
- زلزال لونج بيتش 1933 #[الإنجليزية] / 1933 Long Beach earthquake #
- زلزال السنترو 1940
- زلزال ديزيرت هوت سبرينجس 1948[الإنجليزية] / 1948 Desert Hot Springs earthquake
- زلزال سان فرناندو 1971 #
- زلزال امبريال فالي 1979[الإنجليزية] / 1979 Imperial Valley earthquake
- زلزال جبل بوريغو 1968[الإنجليزية] / 1968 Borrego Mountain earthquake
- زلزال شمال بالم سبرينغز 1986[الإنجليزية] / 1986 North Palm Springs earthquake
- زلزال سوبر ستيشن هيلز وإلمور رانش 1987[الإنجليزية]
- زلزال ويتر ناروز 1987 #
- زلزال سييرا مادري 1991[الإنجليزية] / 1991 Sierra Madre earthquake #
- زلزال الدب الكبير 1992[الإنجليزية] / 1992 Big Bear earthquake #
- زلزال لاندرز 1992[الإنجليزية] / 1992 Landers earthquake
- زلزال نورثريدج 1994 #
- زلزال تشينو هيلس 2008 #
- زلزال باجا كاليفورنيا 2010[الإنجليزية] / 2010 Baja California earthquake
- زلزال ريدجكريست 2019[الإنجليزية] / 2019 Ridgecrest earthquake

## المناطق

### التقسيمات

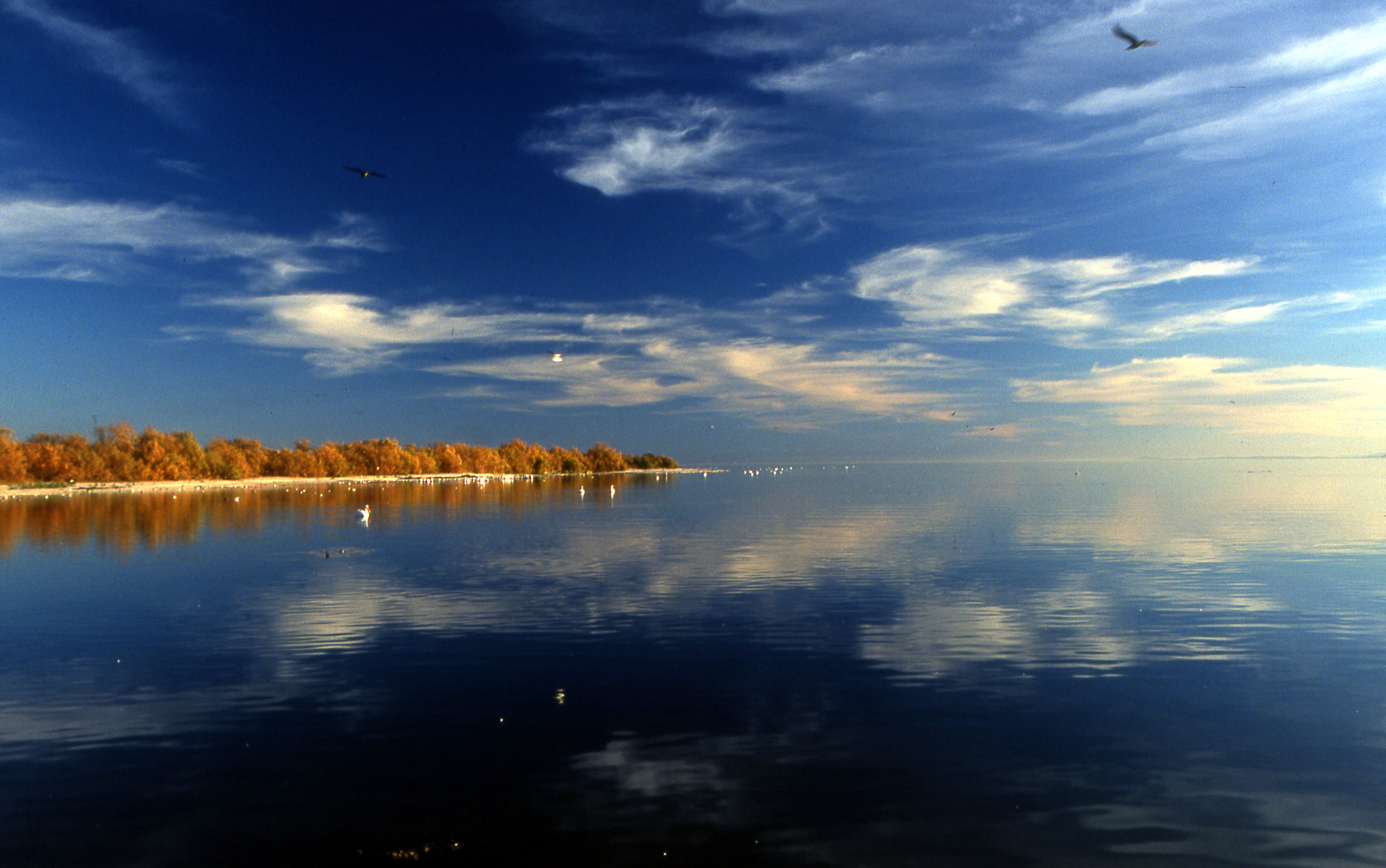
بحر سالتون في وادي كواتشيلا

رصيف Oceanside على ساحل مقاطعة سان دييغو

تقسم جنوب كاليفورنيا ثقافيًا وسياسيًا واقتصاديًا إلى مناطق متميزة، وتحتوي كلّ منها على ثقافتها وأجواءها الخاصة، وترتكز عادةً على مدينة تتمتع باعتراف وطني وأحيانًا عالمي، وَالتي غالبًا ما تكون مركزًا للنشاط الاقتصاديّ لمنطقتها الخاصّة وكونها موطنًا للعديد من الوجهات السياحية. وتنقسمُ كلّ منطقة أيضًا إلى العديد من المناطق المُتميزة ثقافيًا.
- Coastal southern California[الإنجليزية]
- الساحل الأوسط في كاليفورنيا
- مقاطعة فينتورا (كاليفورنيا)
- سهل أوكسنارد[الإنجليزية]
- حوض لوس أنجلوس
- مقاطعة أورانج (كاليفورنيا)
- مقاطعة سان دييغو (كاليفورنيا)
- Inland southern California
- مقاطعة كيرن (كاليفورنيا)
- وادي إمبيريال
- كاليفورنيا إينلاند إمباير
- مقاطعة سان بيرناردينو (كاليفورنيا)
- هاي ديزرت (كاليفورنيا)[الإنجليزية] (Section)*
- حوض مورونجو[الإنجليزية]*
- وادي سان برناردينو[الإنجليزية]
- مقاطعة ريفيرسايد (كاليفورنيا)
- وادي سان جاسينتو[الإنجليزية]
- كواتشيلا فالي*
- صحراء منخفضة[الإنجليزية] (Section)*
- Deserts of California
- هاي ديزرت (كاليفورنيا)[الإنجليزية]*
- أنتلوب فالي
- حوض مورونجو[الإنجليزية]*
- مقاطعة كيرن (كاليفورنيا)
- صحراء منخفضة[الإنجليزية]*
- كواتشيلا فالي*
- وادي كولورادو النهري السفلي[الإنجليزية]
- مقاطعة إمبيريال (كاليفورنيا)
- وادي إمبيريال
- وادي بالو فيردي[الإنجليزية]

«* جزء من مناطق متعددة»

## تعداد السكان

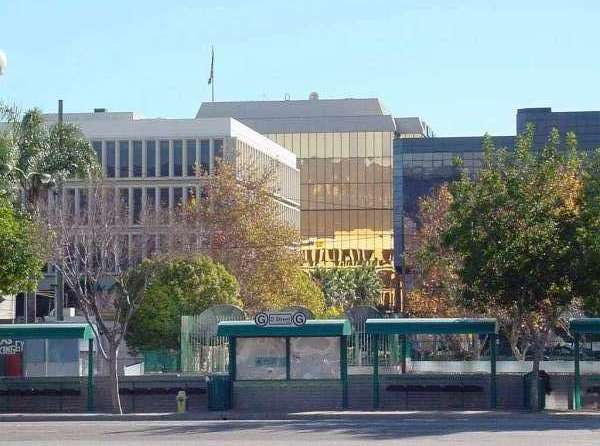
وسط مدينة سان برناردينو

بلغَ عدد سكان جنوب كاليفورنيا 22,680,010 نسمة، حسب تعداد الولايات المتحدة لعام 2010، على الرغم من سمعة مُعدَّلات النمو المرتفعة، إلَّا أنَ معدل نمو جنوب كاليفورنيا أقل من متوسط الولاية البالغ 10.0% في العقد الأول من القرن الحادي والعشرين، وكان هذا بسببِ نمو كاليفورنيا التي أصبحت مركزًا في الجزء الشمالي من الولاية نتيجةً لاقتصاد قوي موجه نحو التِّكنولوجيا في منطقة خليج سان فرانسيسكو الكبرى الناشئة.
تتكون جنوب كاليفورنيا من منطقة إحصائية مشتركة واحدة، وثماني مناطق إحصائية حضرية، ومدينة كبرى واحدة، وأقسام حضرية متعددة. وهي موطن لمنطقتين حضريتين موسعتين يتجاوز عدد سكانهما خمسة ملايين، وهي منطقة لوس أنجلوس الكبرى بتعداد سكاني 17,786,419 نسمة في ومنطقة سان دييغو-تيخوانا بتعداد سكاني بلغَ 5,105,768 نسمة. ومن هذه المناطق الحضريَّة تشكلت منطقة منطقة لوس أنجلوس الكبرى،  وبينما تُشكِّل منطقة مقاطعة إمبيريال ومقاطعة سان دييغو الحدود الجنوبية.

### المُدن
تُعدّ لوس أنجلوس التي يقدر تعداد سُكَّانها في عام 2017 بنحو 4.0 مليون نسمة، وسان دييغو البالغ عدد سُكَّانها 1.4 مليون شخص، أكبر مدينتين في ولاية كاليفورنيا ومن ضمنَ أكبر ثماني مُدن في الولايات المتحدة، وهناك أيضًا 12 مدينة في جنوب كاليفورنيا بها أكثر من 200 ألف نسمة و34 مدينة بها أكثر من 100 ألف نسمة، وتقعُ تقع العديد من مُدن جنوب كاليفورنيا الأكثر تطورًا على طول الساحل أو بالقرب منه، باستثناءِ سان برناردينو وريفرسايد.

### المُقاطعات
- مقاطعة إمبيريال
- مقاطعة كيرن
- مقاطعة لوس أنجلوس
- مقاطعة أورانج
- مقاطعة ريفيرسايد
- مقاطعة سان بيرناردينو
- مقاطعة سان دييغو
- مقاطعة سان لويس أوبيسبو
- مقاطعة سانتا باربارا
- مقاطعة فينتورا

## الاقتِصَاد

### الصناعات
تتمتع جنوب كاليفورنيا باقتصاد متنوع وهي واحدة من أكبر الاقتصادات في الولايات المتحدة، حيثُ يسيطر عليها النفط وتُعتمد بشكلٍ كبير على وفرته، بسببِ الغالبيَّة العظمى لوسائل النقل التي تعمل على النفط، وتشتهر جنوب كاليفورنيا بالسياحة وصناعة الترفيه، وتشمل الصناعات الأُخرى البرمجيات والسيَّارات والموانئ والتمويل والطب الحيوي واللوجستيات الإقليمية، وقد كانت المنطقة رائدة في فقاعة الإسكان من 2001 إلى 2007 وتأثَّرت بشدَّة بانهيار الإسكان.
منذُ عشرينيّات القرن الماضي كانت الصور المتحركةَ والنفط وتصنيع الطائرات من الصناعات الرئيسية. في واحدة من أغنى المناطق الزراعيَّة في الولايات المتحدة، كانت الماشية والحمضيات من الصناعات الرئيسيَّة حتَّى تحولت الأراضي الزراعيَّة إلى ضواحي، على الرغم من أنَ تخفيضات الإنفاق العسكري كانَ لها تأثير إلَّا أنَ الطيران لا يزال عاملاً رئيسياً.

### مناطق الأعمال المركزيَّة الرئيسيَّة

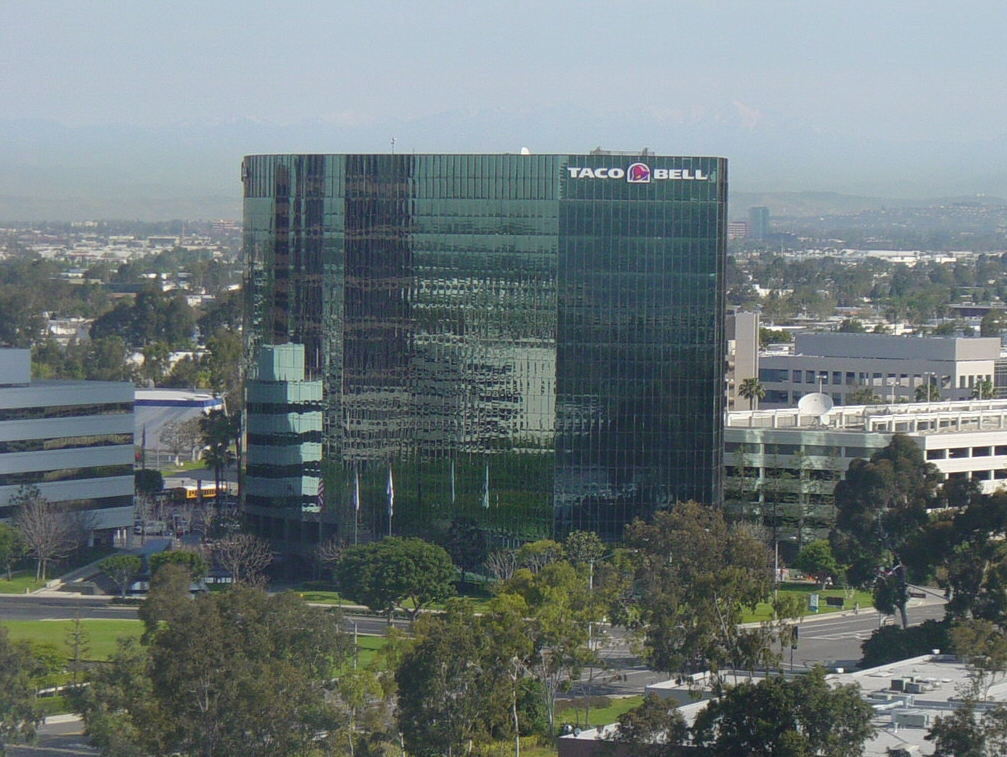
مقر تاكو بيل في ايرفين

تحتفظ منطقة سان برناردينو-ريفرسايد بالأحياء التجاريَّة في وسط مدينة سان برناردينو، ومركز الأعمال / الضيافة المالية، والمدينة الجامعيَّة التي تقع في سان برناردينو ووسط مدينة ريفرسايد.
وتُوجد مراكز أعمال متطورة للغاية في ضواحي مقاطعة أورانج (تُعرف أيضًا باسمِ مُدن الحافة) بما في ذلك مدينة أنهايم-سانتا آنا، ومدينة ساوث كوست بلازا، ويُعدُّ «مطار جون واين» الذي يمتد من مترو الساحل الجنوبي إلى مجمع إيرفاين للأعمال مركز نيوبورت و«إيفرين سبيكتروم»، ويُعدُّ وسط مدينة سانتا آنا منطقة حكومية وفنية وترفيهيَّة مهمة.
يُعتبر وسط مدينة سان دييغو منطقة الأعمال المركزيَّة في سان دييغو، على الرغم من أنَ المدينة مليئة بالمناطق التجارية، ويشمل ذلك وادي الكرمل، ومرتفعات ديل مار، ووادي ميشن، ورانشو برناردو، وسورينتو ميسا، والمدينة الجامعية. وتقعُ مُعظم هذه المناطق في شمال سان دييغو وبعضها داخل مناطق المُقاطعة الشماليَّة .

### الحدائق والمتنزهات المائيَّة
- لوس أنجلوس

ديزني لاند في أنهايم

  - حديقة المدينة الجافة المائية[الإنجليزية] / حديقة دري تاون المائية
  - حديقة المحيط الهادئ[الإنجليزية] / باسيفيك بارك
  - هائج ووترز سان ديماس[الإنجليزية] / هائج ووترز سان ديماس
  - سيكس فلاغز هوريكان هاربور[الإنجليزية] / سيكس فلاجز هاربور هوريكين
  - سيكس فلاغز ماجيك ماونتن[الإنجليزية] / سيكس فلاجز ماجيك ماونتن
  - يونيفرسل ستوديوز هوليوود[الإنجليزية] / استوديوهات هوليوود العالمية
- مقاطعة أورانج
  - مغامرة ديزني كاليفورنيا[الإنجليزية] / مغامرات ديزني بكاليفورنيا
  - ديزني لاند
  - مزرعة نوتس بيري / نوت بيري فارم
  - نوت سوك سيتي[الإنجليزية] / نوت سوك سيتي
- ريفرسايد وسان برناردينو
  - حديقة القلعة (مدينة ملاهي)[الإنجليزية] / كاستل بارك
  - سبلاش كينجدوم ووتر بارك[الإنجليزية] / سبلاش كينجدوم ووتر بارك
- سان دييغو
  - أكواتيكا سان دييغو[الإنجليزية] / Aquatica San Diego
  - بلمونت بارك[الإنجليزية] / Belmont Park (San Diego)
  - ليغولاند كاليفورنيا[الإنجليزية] / Legoland California
  - Legoland Waterpark / ليجولاند ووتر بارك
  - متنزه حديقة حيوان سان دييغو البرية[الإنجليزية] / San Diego Wild Animal Park
  - حديقة حيوانات سان دييغو
  - سي وورلد سان دييغو

### مناطق زراعة الكروم الأمريكيَّة
مناطق زراعة الكروم الأمريكيَّة (نبيذ كاليفورنيا AVA) في جنوب كاليفورنيا:
| - South Coast AVA / الساحل الجنوبي إيه. في. إيه - Cucamonga Valley AVA / وادي كوكامونجا إيه. في. إيه - Malibu-Newton Canyon AVA / ماليبو نيوتن كانيون إيه. في. إيه - Ramona Valley AVA / وادي رامونا إيه. في. إيه - Saddle Rock-Malibu AVA / سادل روك ماليبو إيه. في. إيه - Temecula Valley AVA / وادي تيميكولا إيه. في. إيه - Leona Valley AVA / وادي ليونا إيه. في. إيه | - Central Coast AVA / الساحل المركزي إيه. في. إيه - Arroyo Grande Valley AVA / أرويو جراند فالي إيه. في. إيه - Edna Valley AVA / وادي إدنا إيه. في. إيه - San Pasqual Valley AVA / وادي سان باسكوال إيه. في. إيه - Santa Maria Valley AVA / وادي سانتا ماريا إيه. في. إيه - Santa Ynez Valley AVA / وادي سانتا ينز إيه. في. إيه - Sta. Rita Hills AVA / ستا. ريتا هيلز إيه. في. إيه - York Mountain AVA / يورك ماونتن إيه. في. إيه |

## وسائل النقل
تُعتبر جنوب كاليفورنيا موطن مطار لوس أنجلوس الدولي ثاني أكثر المطارات ازدحامًا في الولايات المتَّحدة من حيثُ حجم الركاب (انظر أكثر المطارات ازدحامًا في العالم من خلال حركة المسافرين) وثالث أكثر المطارات ازدحامًا من حيثُ حجم الركاب الدولي؛ ويُعدُّ مطار سان دييغو الدولي، أكثر المطارات ازدحامًا في العالم؛ ومطار فان نويس أكثر مطارات الطيران العام ازدحامًا في العالم، ويُوجد في المنطقة مطارات تجاريَّة رئيسيَّة في مقاطعة أورانج، بيكرسفيلد، أونتاريو، بوربانك ولونج بيتش؛ والعديد من مطارات الطيران التجاريَّة والعامة الأصغر.
ستة من الخطوط السبعة لنظام السكك الحديدية للركاب Metrolink نفدت من وسط مدينة لوس أنجلوس لتربط مقاطعات لوس أنجلوس، وفينتورا، وسان برناردينو، وريفرسايد، وأورانج، وسان دييغو معَ الخط الآخر الذي يربط مقاطعات «سان برناردينو، ريفرسايد، وأورانج» مباشرة.

جنوب كاليفورنيا هي أيضًا موطن لميناء سان دييغو، وموطن ميناء لوس أنجلوس أكثر الموانئ التجاريَّة ازدحامًا في البلاد، ويُعدُّ ميناء لونج بيتش المجاور ثاني أكثر موانئ الحاويات ازدحامًا في البلاد.

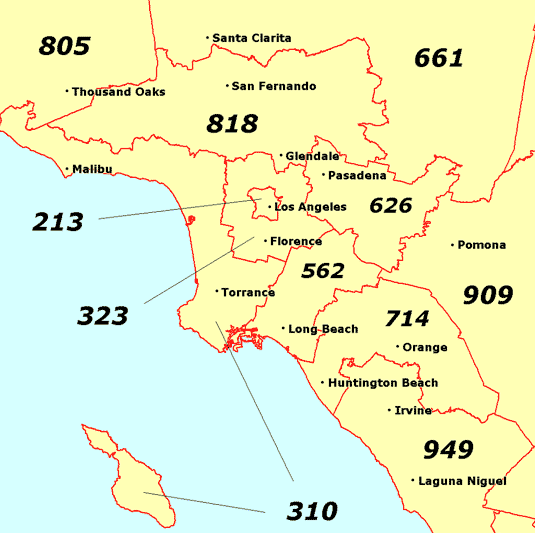
خريطة لبعض رموز المناطق الرئيسية في لوس أنجلوس الكبرى

### المطارات
يوضح الجدول التالي جميع المطارات المدرجة من قبل اتِّحاد الطيران الفيدراليّ (FAA) كمطار محوري:
- مطار لوس أنجلوس الدولي / Los Angeles International Airport في لوس أنجلوس (محور كبير)
- مطار سان دييغو الدولي / San Diego International Airport في سان دييغو (محور كبير)
- مطار جون واين[الإنجليزية] / John Wayne Airport في مقاطعة أورانج (محور متوسط)
- مطار أونتاريو الدولي[الإنجليزية] / Ontario International Airport في سان برناردينو، ريفرسايد (محور متوسط)
- مطار هوليوود بوربانك[الإنجليزية] / Hollywood Burbank Airport في بربانك، لوس أنجلوس (محور متوسط)
- مطار لونج بيتش[الإنجليزية] / Long Beach Airport في لونج بيتش، لوس أنجلوس (محور صغير)
- مطار بالم سبرينغز الدولي[الإنجليزية] / Palm Springs International Airport في بالم سبرينغز (محور صغير)
- مطار بلدية سانتا باربرا[الإنجليزية] / Santa Barbara Municipal Airport في سانتا باربارا (محور صغير)
- مطار سان لويس أوبيسبو الإقليمي[الإنجليزية] / San Luis Obispo County Regional Airport في سان لويس أوبيسبو (محور صغير)

### الطرق السريعة
| إشارة | طريق الولايات المتحدة     | اسم الطريق السريع                                                      |
| ----- | ------------------------- | ---------------------------------------------------------------------- |
|       | طريق الولايات المتَّحدة 95  |                                                                        |
|       | طريق الولايات المتَّحدة 101 | طريق فنتورا السريع هوليوود فريواي طريق سانتا آنا السريع إل كامينو ريال |
|       | طريق الولايات المتَّحدة 395 |                                                                        |

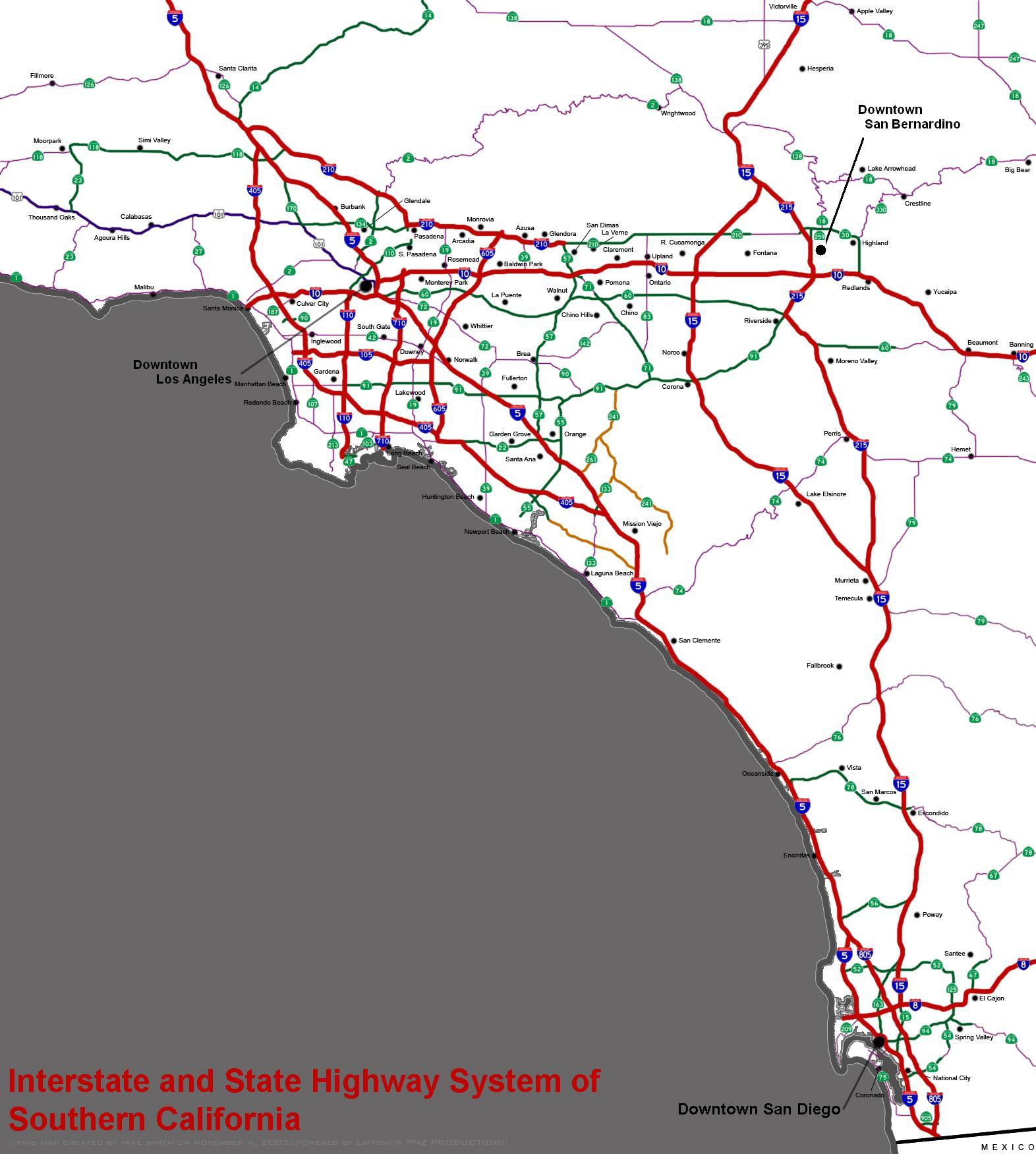
نظام الطرق السريعة بين الولايات في جنوب كاليفورنيا

غالبًا ما تتم الإشارة إلى أقسام نظام الطرق السريعة في جنوب كاليفورنيا بالأسماء وليس بالأرقام الرسمية.
| إشارة | طريق سريع                     | اسم الطريق السريع |
| ----- | ----------------------------- | --- |
|       | الطريق السريع 5               | طريق جولدن ستيت السريع طريق سانتا آنا السريع طريق سان دييغو السريع طريق مونتغمري السريع                                                    |
|       | الطريق السريع 8               | طريق شاطئ المحيط السريع طريق وادي ميشن السريع                                                                                              |
|       | الطريق السريع 10              | طريق سانتا مونيكا (روزا باركس) السريع طريق جولدن ستيت السريع طريق سان برناردينو السريع إنديو (دكتور جون مكارول) طريق سريع طريق بليث السريع |
|       | الطريق السريع 15              | طريق موجافي السريع طريق بارستو السريع طريق أونتاريو السريع طريق كورونا السريع طريق وادي تيميكولا السريع طريق إسكونديدو السريع              |
|       | الطريق السريع 40              | طريق الإبر السريع |
|       | الطريق السريع 105             | قرن (جلين أندرسون) طريق سريع |
|       | الطريق السريع 110             | هاربور فريواي |
|       | الطريق السريع 210             | Foothill Freeway |
|       | الطريق السريع 215             | طريق بارستو السريع طريق سان برناردينو السريع طريق وادي مورينو السريع طريق إسكونديدو السريع                                                 |
|       | طريق سريع 405                 | طريق سان دييغو السريع |
|       | طريق سريع 605                 | طريق نهر سان غابرييل السريع |
|       | طريق سريع 710                 | طريق لونج بيتش السريع |
|       | طريق سريع 805                 | طريق جاكوب ديكيما السريع |
|       | الطريق السريع في المُستقبل 905 | |

### وسائل النقل العامَّة

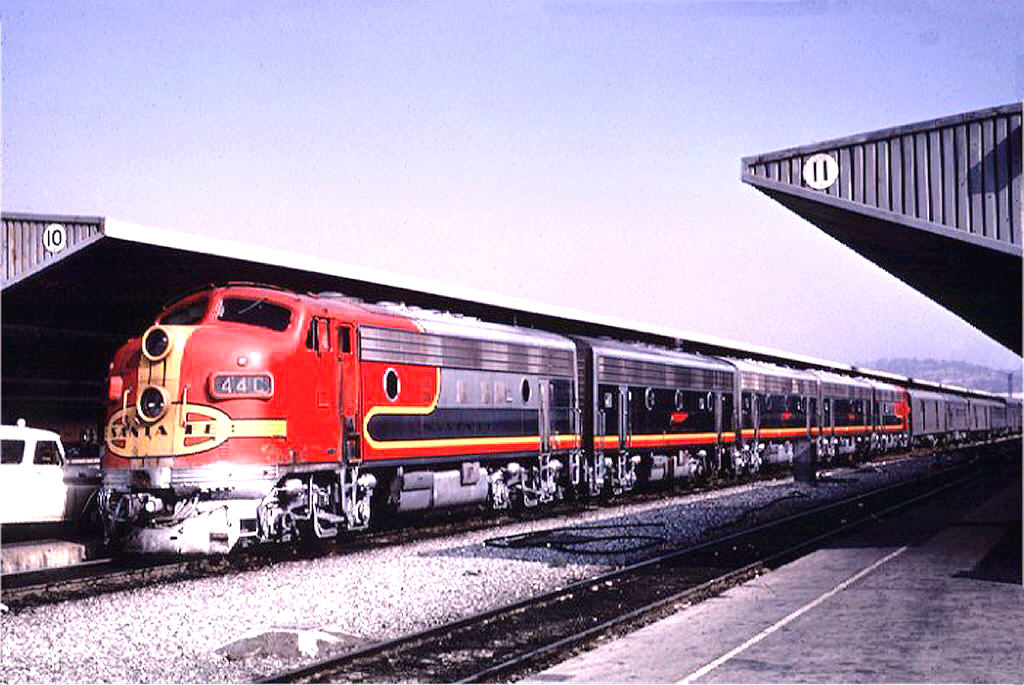
قطار الركاب Super Chief/El Capitan المشترك في محطة "مبنى ركاب الاتحاد" في لوس أنجلوس في لوس أنجلوس في 24 سبتمبر 1966.

- سلطة عبور وادي الظباء[الإنجليزية]
- بيج بلو باص[الإنجليزية] (سانتا مونيكا)
- جولد كوست ترانزيت[الإنجليزية] (مقاطعة فينتورا)
- جولدن امباير ترانزيت[الإنجليزية] (بيكرسفيلد)
- هيئة نقل مقاطعة لوس أنجلوس المتروبوليتية
- Metrolink[الإنجليزية]
- مقاطعة شمال مقاطعة العبور[الإنجليزية] (مقاطعة سان دييغو الشمالية)
- أومنيترانس[الإنجليزية] (جنوب غرب مقاطعة سان برناردينو)
- هيئة النقل في مقاطعة أورانج[الإنجليزية]
- وكالة ريفرسايد ترانزيت[الإنجليزية] (مقاطعة ريفرسايد الغربية)
- سان دييغو كوستر[الإنجليزية] (المحيط إلى سان دييغو)
- نظام عبور سان دييغو متروبوليتان[الإنجليزية]
- هيئة النقل الإقليمية في سان لويس أوبيسبو[الإنجليزية]
- سانتا باربارا (كاليفورنيا) MTD

## الاتّصالات

### رموز منطقة الهاتف
- 213 – وسط مدينة لوس أنجلوس[الإنجليزية]
- 323 – هوليوود، جنوب لوس انجليس[الإنجليزية]، منتصف ويلشاير[الإنجليزية]، وEast Los Angeles[الإنجليزية]
- 310 – West Los Angeles[الإنجليزية]، إنغليووود، سانتا مونيكا، South Bay[الإنجليزية] وجزيرة سانتا كاتالينا
- 424 – تراكب معَ 310
- 442 – تراكب معَ 760
- 562 – لونغ بيتش وبوابة المدن[الإنجليزية]
- 619 – سان دييغو بما فيها كورونادو، East County[الإنجليزية] وSouth Bay[الإنجليزية]
- 626 – باسادينا، وادي سان جبرائيل[الإنجليزية] وكوفينا
- 657 – تراكب معَ 714
- 661 – بيكرسفيلد، سانتا كلاريتا، أنتلوب فالي وكاليفورنيا سيتي
- 714 – سانتا آنا، آناهايم، شاطئ هنتنغتون وشمال مقاطعة أورانج
- 760 – أوشينسايد، إسكونديدو، بالم سبرينغس، مقاطعة إمبيريال، فيكتورفيل، بارستاو، ريدجكريست، هيسبيريا، أببل فالي، بلايث، أديلانتو وإنديو
- 805 – مقاطعة سانتا باربارا، مقاطعة فينتورا ومقاطعة سان لويس أوبيسبو
- 818 – وادي سان فيرناندو، غلينديل وبربانك.
- 820 - تراكب معَ 805
- 858 - شمال سان دييغو (بما فيها لاهويا) وضواحيها (بما فيها ديل مار وباواي)
- 909 – جنوب غرب مقاطعة سان بيرناردينو، شرق مقاطعة لوس أنجلوس، وأجزاء من الشمال الغربيّ لمقاطعة ريفيرسايد
- 949 – جنوب مقاطعة أورانج (إرفاين، شاطئ نيوبورت، لاغونا نيغويل وسان كليمينتي)
- 951 – ريفرسايد، تيميكولا وغرب مقاطعة ريفيرسايد

## الكليات والجامعات

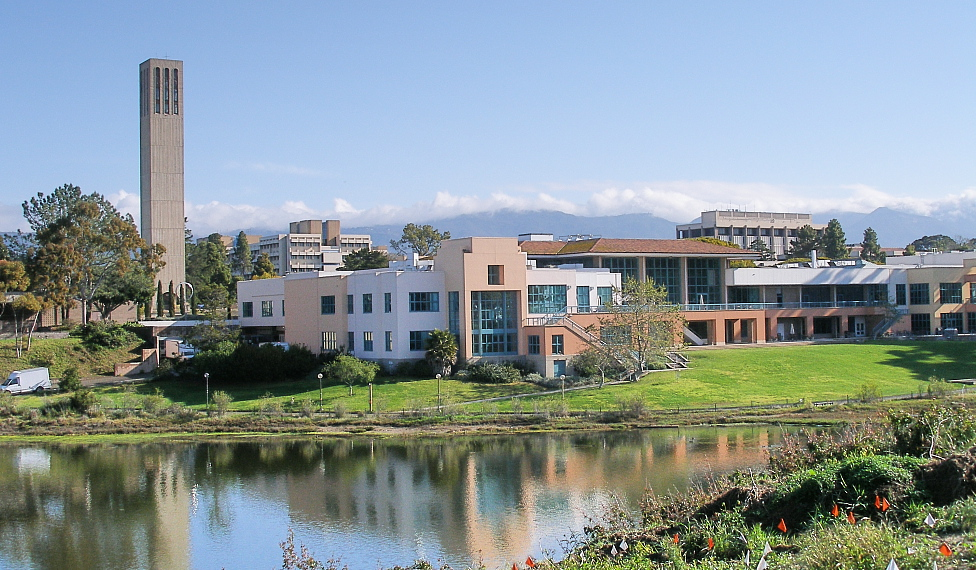
جامعة كاليفورنيا، سانتا باربرا

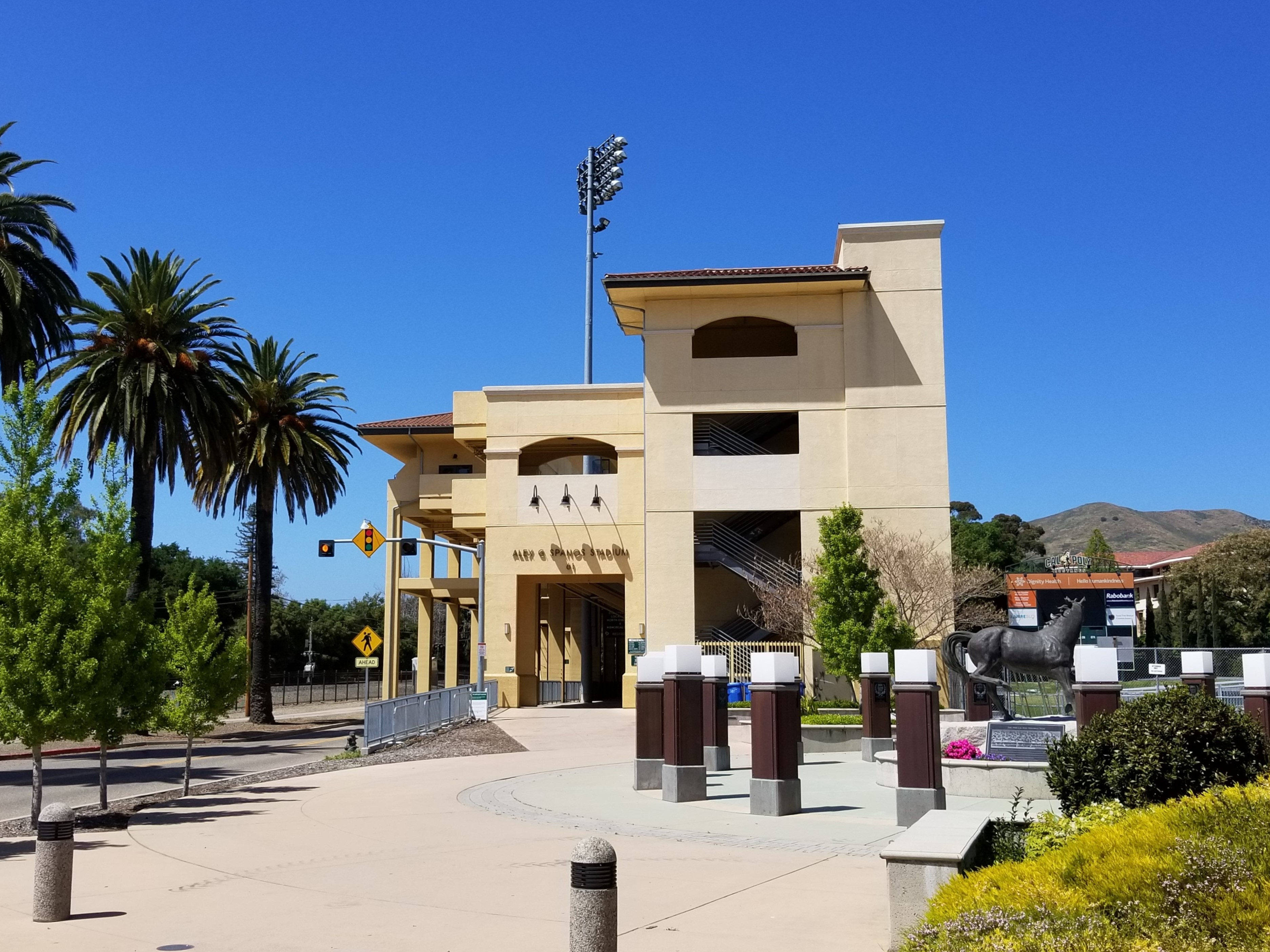
جامعة ولاية كاليفورنيا بوليتكنيك، سان لويس أوبيسبو

ساحل التِّكنولوجيا هو لقب تمَّ استِخدامه كوصف للتكنولوجيا المُتنوعة في المنطقة والقاعدة الصناعيّة بِالإضافة إلى العديد من جامعات الأبحاث المرموقة ذات الشهرة العالميَّة وَالمُؤَسَّسَات العامَّة والخاصة الأخرى، ومن بين هذه الجامعات خمسة حرم جامعي لجامعة كاليفورنيا (إيرفين ولوس أنجلوس وريفرسايد وسانتا باربرا وسان دييغو)، و12 حرمًا جامعيًا لجامعة ولاية كاليفورنيا (بيكرسفيلد، جزر القنال، دومينغيز هيلز، فوليرتون، لوس أنجلوس، لونج بيتش، نورثريدج، بومونا، سان برناردينو، سان دييغو، سان ماركوس، وسان لويس أوبيسبو)؛ وَالمُؤَسَّسَات الخاصّة مثل معهد كاليفورنيا للتكنولوجيا وجامعة أزوسا باسيفيك وجامعة تشابمان وكليات كليرمونت (كلية كليرمونت ماكينا وكلية هارفي مود وكلية بيتزر وكلية بومونا وكلية سكريبس وجامعة كليرمونت للدِّرَاسَات العليا ومعهد كيك للدِّرَاسَات العليا)، لوما ليندا الجامعة، جامعة لويولا ماريماونت، كلية أوكسيدنتال، جامعة بيبردين، جامعة ريدلاندز، جامعة سان دييغو، وجامعة جنوب كاليفورنيا.

## حدائق ومناطق ترفيهية
توفر العديد من المتنزّهات فرصًا للترفيه والمساحات المفتوحة.
- إدارة المتنزهات الوطنية
  - نصب كابريلو التذكاري الوطني
  - نصب كاريزو بلين الوطني[الإنجليزية]
  - النصب التذكاري الوطني لجبال القلعة[الإنجليزية]
  - نصب سيزار إ. شافيز الوطني[الإنجليزية]
  - متنزه جزر القناة الوطني
  - متنزه وادي الموت الوطني
  - حديقة شجرة جوشوا الوطنية
  - محمية موهافي الوطنية[الإنجليزية]
  - منطقة الترفيه الوطنية في جبال سانتا مونيكا[الإنجليزية]
- حدائق الولاية الرئيسية – "يتضمن:"
  - متنزه أنزا بوريغو ديزرت ستيت[الإنجليزية]
  - حديقة كريستال كوف الحكومية[الإنجليزية]
  - حديقة كوياماكا رانشو الحكومية[الإنجليزية]
  - حديقة تشينو هيلز الحكومية[الإنجليزية]
  - حديقة فورت تيجون التاريخية الحكومية[الإنجليزية]
  - منطقة الترفيه ولاية كينيث هان[الإنجليزية]
  - حديقة جبل سان جاسينتو الحكومية[الإنجليزية]
  - حديقة ماليبو كريك الحكومية[الإنجليزية]
  - منتزه ريد روك كانيون الحكومي (كاليفورنيا)[الإنجليزية]
  - حديقة توبانجا الحكومية[الإنجليزية]
- الحدائق التاريخية الرئيسية – "يتضمن:"
  - حديقة ولاية كاليفورنيا سيتروس التاريخية[الإنجليزية]
  - بريسيديو سانتا باربرا[الإنجليزية]
  - حديقة مهمة لا بوريسيما التاريخية[الإنجليزية]
  - حديقة لوس إنسينوس التاريخية الحكومية[الإنجليزية]
  - بعثة سان لويس أوبيسبو دي تولوسا[الإنجليزية]
  - حديقة مدينة سان دييغو التاريخية القديمة[الإنجليزية]
  - رانشو لوس إنسينوس[الإنجليزية]
  - حديقة سانتا سوزانا باس التاريخية الحكومية[الإنجليزية]
  - محمية تول إلك الطبيعية[الإنجليزية]
  - أبراج واتس[الإنجليزية]
  - حديقة ويل روجرز التاريخية الحكومية[الإنجليزية]

## رياضات
تشمل الفرق الرياضيةِ المحترفة الرئيسيَّة في جنوب كاليفورنيا ما يلي:
- الدوري الوطني لكرة القدم الأمريكية (NFL) لوس أنجيليس رامز وسان دييغو تشارجرز
- إن بي إيه (كرة السلة) لوس أنجلوس ليكرز، لوس أنجلوس كليبرز
- دوري كرة القاعدة الرئيسي (البيسبول) لوس أنجلوس دودجرز، لوس أنجلوس آنجلز لأنهايم، سان دييغو بادريس
- دوري الهوكي الوطني (هوكي الجليد) لوس أنجلس كينغز، أناهايم دكس
- الدوري الأمريكي لكرة القدم (كرة القدم) لوس أنجلوس غلاكسي، نادي لوس أنجلوس

تُعدّ جنوب كاليفورنيا أيضًا موطنًا لعدد من برامج NCAA الرياضيةِ الشهيرة مثل UCLA Bruins وUSC Trojans وSan Diego State Aztecs.

## روابط خارجية
- مجموعة المجتمع التاريخيّ لولاية كاليفورنيا، 1860-1960 نسخة محفوظة 15 مايو 2021 على موقع واي باك مشين. - المَجموعات الرقميَّة لمكتبات جامعة جنوب كاليفورنيا
- الجمعية التاريخيَّة لجنوب كاليفورنيا